# Humbert Ier (roi d'Italie)
Pour les articles homonymes, voir Humbert et Humbert Ier.
Humbert Ier (en italien Umberto I), né le 14 mars 1844 à Turin et mort le 29 juillet 1900 à Monza, de la maison de Savoie, est roi d'Italie du 9 janvier 1878 jusqu'à son assassinat. Il est le fils de Victor-Emmanuel II et d'Adélaïde de Habsbourg-Lorraine.
Son règne a vu l'Italie tenter une expansion coloniale dans la Corne de l'Afrique, gagnant avec succès l'Érythrée et la Somalie malgré la perte de l'Abyssinie à la bataille d'Adoua en 1896. En 1882, il approuve la Triplice avec l'Empire allemand et l'Autriche-Hongrie.
Profondément détesté par les anarchistes et la gauche, il fut durement combattu pour son conservatisme rigide (qui devint amer dans les dernières années du règne). Son implication indirecte dans le scandale de la Banca Romana, l'approbation des répressions des soulèvements populaires de 1898 et l'honneur accordé au général Fiorenzo Bava Beccaris pour l'étouffement sanglant des manifestations de mai de la même année à Milan, constituent des actions et conduites politiques qui lui ont coûté au moins trois attentats en 22 ans jusqu'à celui de Monza, le 29 juillet 1900, de l'anarchiste Gaetano Bresci, qui lui sera fatal.
Certains se souviennent positivement du monarque pour son attitude face à des catastrophes telles que l'épidémie de choléra à Naples en 1884, faisant personnellement de son mieux pour aider (c'est pourquoi il était surnommé « Re Buono » (« Bon Roi »), et pour la promulgation du dit Code Zanardelli, qui a apporté quelques innovations au code pénal, comme l'abolition de la peine de mort.
Il reçut le surnom de « Re Mitraglia » des anarchistes. Il fut également destinataire d'une des Wahnbriefe (lettres pour la folie) de Friedrich Nietzsche. Le style humbertien, style artistique et architectural, tire son nom d'Humbert Ier.

## Biographie

### Enfance et jeunesse

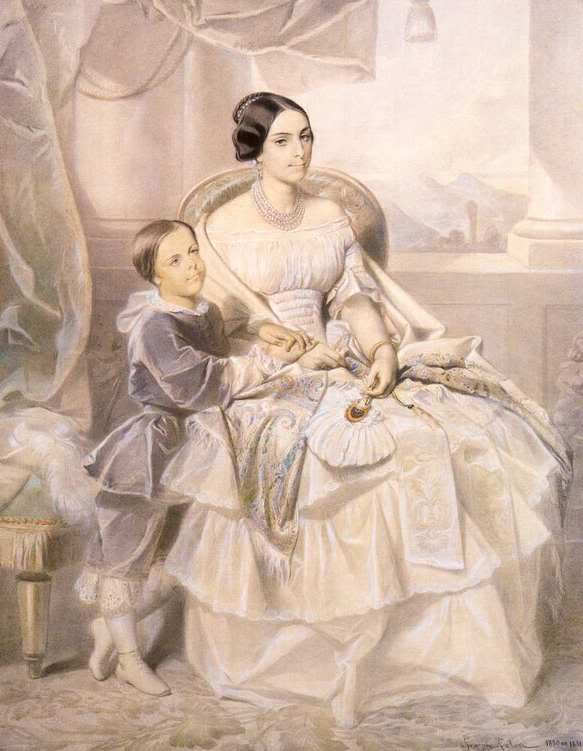
Humbert, enfant, avec sa mère Adélaïde d'Autriche.

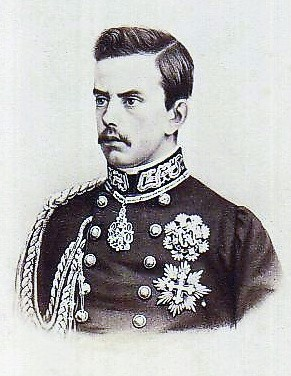
Humbert, prince héritier.

Fils du futur roi Victor-Emmanuel II et de l'archiduchesse Adélaïde de Habsbourg-Lorraine, Humbert nait à Turin, alors capitale du royaume de Piémont-Sardaigne, le 14 mars 1844, jour du 24e anniversaire de son père. Il est baptisé avec les noms d'Umberto Rainerio Carlo Emanuele Giovanni Maria Ferdinando Eugenio : le premier en l'honneur du fondateur de la dynastie savoyarde, Humbert, comte de Savoie, le dernier en mémoire du plus illustre représentant de la branche cadette de la maison de Savoie-Carignan, à laquelle il appartient aussi.
Ses parrains et marraines sont ses grands-parents paternels, Charles-Albert, roi de Sardaigne et son épouse Marie-Thérèse de Habsbourg-Toscane, prenant la place de leur gendre, à savoir Rainier d'Autriche, vice-roi du Lombardie-Vénétie et Élisabeth de Savoie-Carignan, sœur de Charles-Albert. Humbert reçoit immédiatement le titre de prince de Piémont, qui est toujours attribué au premier-né de la maison régnante. Sa naissance est grandement célébrée par le peuple piémontais, ainsi que par la famille royale, qui peut ainsi voir la descendance masculine assurée. Il passe toute son enfance, avec son frère cadet Amédée, au château de Moncalieri où il reçoit une formation essentiellement militaire, ayant le général Giuseppe Rossi comme tuteur et quelques autres militaires parmi ses professeurs ; cette discipline sévère forme son caractère, le transformant cependant à l'âge adulte en une personne sèche aux idées limitées, même si d'autres le considèrent comme « loyal, ouvert, gentil » et cordial. Très attaché à sa mère, Humbert subit un profond traumatisme lorsqu'elle meurt prématurément, le 20 janvier 1855.
Son éducation est confiée, entre autres, à Massimo d'Azeglio et Pascal-Stanislas Mancini. En tant que prince héritier, Humbert se méfie de son père, qui ne lui donne aucune formation en politique ou en gouvernement constitutionnel ; il est élevé sans affection ni amour. Au lieu de cela, il apprend à être obéissant et loyal, doit se tenir au garde-à-vous chaque fois que son père entre dans la pièce, et lorsqu'il lui parle, il doit d'abord se mettre à genoux pour lui baiser la main. Le fait qu'Humbert doive baiser la main de son père avant de lui parler en public et en privé jusqu'à la mort de celui-ci, a beaucoup contribué à la tension entre les deux.
Embarqué dans une carrière militaire en mars 1858, il débute avec le grade de capitaine dans l'armée de terre sarde. Plus tard, il participe à la campagne d'Italie (1859), se distinguant lors de la bataille de Solférino et de la bataille de San Martino en 1859. En 1859, soutenu militairement par la France contre l'Autriche et après avoir annexé les différents états Italiens (duché de Parme et Plaisance, duché de Modène et Reggio, grand-duché de Toscane, royaume des Deux-Siciles et une partie des États pontificaux), son père est proclamé roi d'Italie et établit sa capitale à Florence (guerre du Risorgimento). Les princes souverains condamnés à l'exil se réfugient en Autriche. La même année, consacrant l'alliance du royaume de Sardaigne avec le Second Empire français, sa sœur, la princesse Marie-Clotilde de Savoie épouse le prince Napoléon-Jérôme Bonaparte. Des cinq frères cadets du prince de Piémont, les trois plus jeunes mourront en bas âge ; le prince Othon, atteint d'une maladie génétique, mourra à l'âge de 20 ans.
Devenu héritier du trône d'Italie après la naissance du royaume d'Italie (1861-1946) le 17 mars 1861, Humbert devient major général en 1863 et lieutenant général en 1864 ; il ne manque pas de compléter sa formation par de nombreux voyages à l'étranger, comme lorsqu'en 1863 il accompagne à Lisbonne sa sœur Maria Pia de Savoie, filleule du pape Pie IX, qui épouse Louis Ier, roi de Portugal,, tandis que l'année suivante, il visite quelques cours européennes amies de l'Italie ; en 1865, il est en visite à Londres alors que des émeutes éclatent à Turin pour protester contre le transfert de la capitale à Florence.
En 1866, il est également à Paris, envoyé par son père pour une conversation privée avec l' empereur Napoléon III au sujet du conflit imminent qui va éclater avec l'Autriche. Toujours en 1866, il participe avec son frère Amédée à la troisième guerre d'indépendance italienne. Arrivé au front des opérations en Vénétie, Humbert prend le commandement de la XVIe Division d'infanterie et participe avec vaillance à l' affrontement de Villafranca di Verona le 24 juin 1866, qui suit la défaite italienne lors de la bataille de Custoza (1866). Il est l'un des commandants militaires italiens, parmi ceux qui sont entrés en action, dont l'unité n'est pas été forcée de battre en retraite par les Autrichiens, réussissant plutôt à repousser les attaques nombreuses et violentes des Uhlans Impériaux et Royaux autrichiens et remportant, pour cela, la médaille d'or de la valeur militaire.
En 1866, les tractations diplomatiques faisant suite à la guerre austro-prussienne accordent la Vénétie à la France de Napoléon III, protecteur des États pontificaux, qui la rétrocède immédiatement à son allié Italien. En 1870, la défaite de la France face au royaume de Prusse provoque la chute du Second Empire. Délié de ses engagements envers Napoléon III, le roi d'Italie annexe le reste des États pontificaux. Le pape Pie IX, s'estimant prisonnier du souverain Italien, se cloître dans le palais du Vatican. Vainqueur, le roi d'Italie n'en est pas moins considéré par ses pairs comme un usurpateur et un sacrilège et son antique maison comme une dynastie parvenue. Le prince de Piémont atteint l'âge d'homme mais les cours d'Europe répugnent à donner une de leurs filles en mariage à l'héritier d'un trône honni.

### Mariage

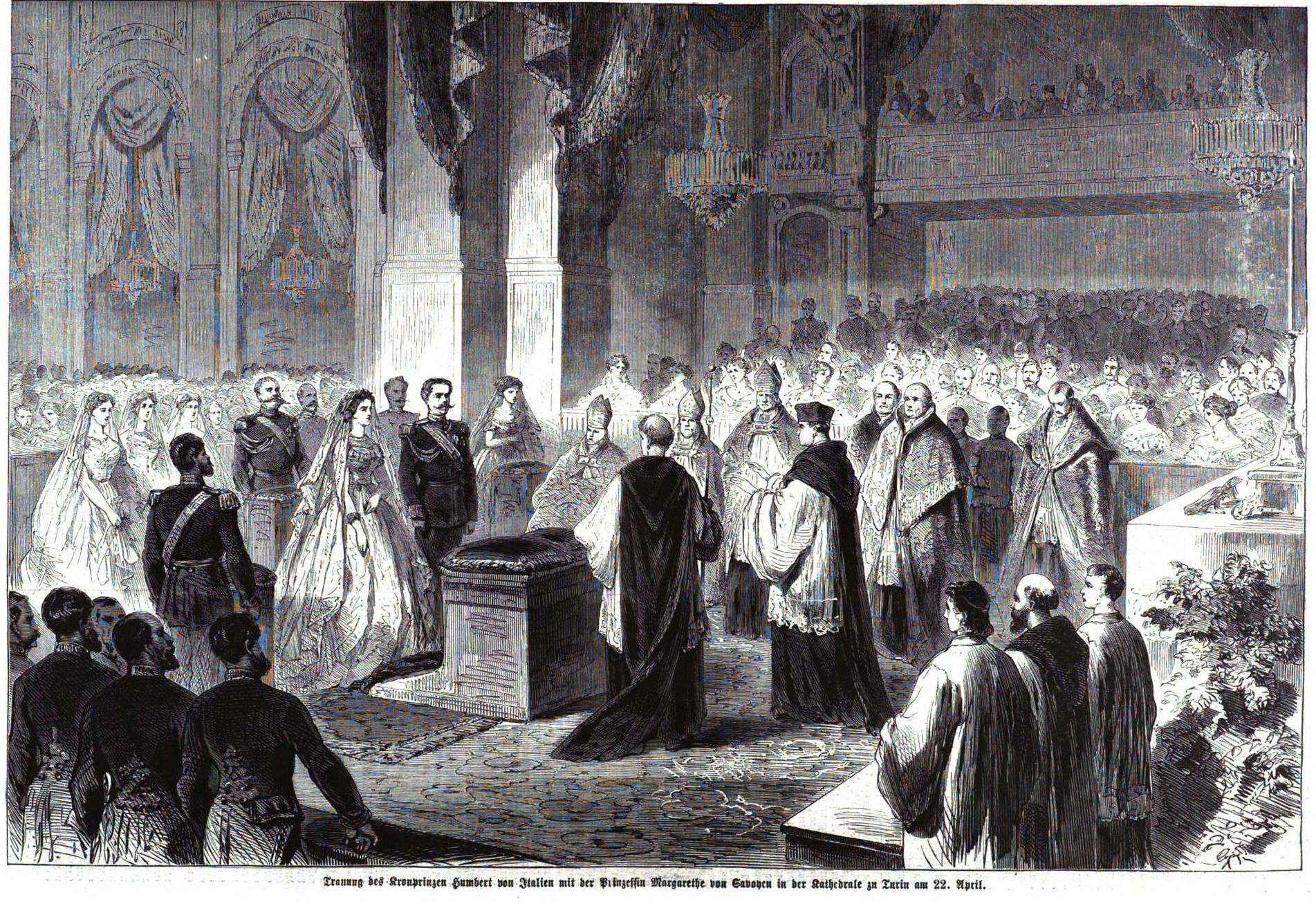
Mariage à Turin le 22 avril 1868.

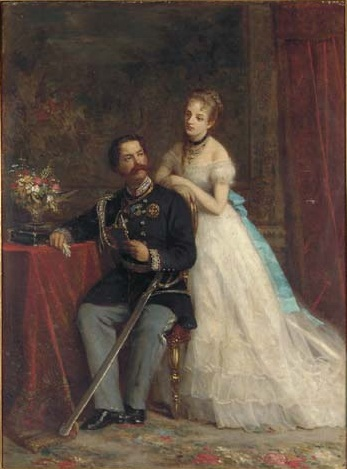
Marguerite et Humbert lors de leur séjour napolitain.

En raison du bouleversement que les Savoie ont causé à un certain nombre d'autres maisons royales (toutes les maisons italiennes et celles qui leur sont étroitement liées, comme la maison de Bourbon (Espagne) et la maison capétienne de Bourbon) de France, seule une minorité de familles royales dans les années 1860 sont disposés à établir des relations avec la famille royale italienne nouvellement fondée. Il s'avère difficile de trouver une épouse royale pour l'un ou l'autre des fils du roi Victor Emmanuel II (son fils cadet Amédée épouse finalement un sujet piémontais, la princesse Maria Vittoria dal Pozzo). Leur conflit avec la papauté n'aide pas ces questions. Peu d'épouses royales catholiques éligibles sont facilement disponibles pour le jeune Humbert[réf. nécessaire].
Dans ces années, Humbert a eu une relation sentimentale avec la duchesse Eugenie Attandolo Bolognini Litta, dont le lien est ensuite été renforcé par la naissance de son fils Alfonso (décédé en bas âge) et qui durera toute sa vie. Cependant, Humbert sait qu'il doit se soumettre à un mariage de convenance, voulu par son père pour des raisons d'État. En effet, immédiatement après la fin de la troisième guerre d'indépendance, qui a conduit à l'unification de la Vénétie au royaume d'Italie, Victor-Emmanuel II songe à faire la paix avec la maison de Habsbourg par un mariage politique, après l'alliance temporaire avec la Prusse de Otto von Bismarck.
Au départ, Humbert doit épouser l'archiduchesse Mathilde de Teschen, descendante d'une lointaine marge de la maison impériale autrichienne, mais elle décède tragiquement, brûlée par le feu de sa robe (elle tentait de cacher une cigarette à son père), à l'âge de 18 ans. Cette possibilité écartée, le Premier ministre de l'époque, Louis-Frédéric Ménabréa, propose pour épouse la cousine germaine d'Humbert âgée de 17 ans, Marguerite, princesse de Savoie, fille de Ferdinand de Savoie, duc de Gênes, frère du roi, et d'Élisabeth de Saxe. À contrecœur au début, le roi d'Italie finalement accepte.
Humbert et Marguerite se marient à Turin le 22 avril 1868 ; c'est le « mariage du siècle » de l'époque, et pour cette occasion le roi crée le corps des cuirassiers royaux, qui doivent servir d'escorte à la procession royale, et l'ordre de la Couronne d'Italie, pour tous ceux qui se sont distingués au service de la nation. La destination de la lune de miel est quelques villes italiennes, pour mieux faire connaître les futurs monarques italiens à la population puis, après un séjour à la Villa Royale de Monza, les jeunes mariés partent en voyage officiel à Munich et Bruxelles, où ils sont chaleureusement accueillis.
De retour en Italie, le couple royal s'installe à Naples où, la princesse étant enceinte, il est décidé de donner naissance à l'héritier du trône. Le choix de la ville napolitaine n'est pas fortuit, mais bien conçu à des fins de propagande, pour mieux faire remarquer la maison de Savoie aux populations méridionales, encore en partie nostalgiques de la maison de Bourbon-Siciles. L'heureux événement a lieu le 11 novembre 1869 : le nouveau-né, nommé Victor-Emmanuel, comme son grand-père, est nommé prince de Naples.

Le mariage entre Humbert et Marguerite, même avec l'arrivée de leur fils, ne s'est pas renforcé : la princesse aurait retrouvé son mari dans son appartement conversant avec sa maîtresse, la duchesse Litta. Il semble que Marguerite ait menacé de retourner auprès de sa mère, mais, convaincue par son beau-père et faisant appel à sa volonté, elle décide de rester à côté d'Humbert, bien qu'elle déclare ne plus le considérer comme son mari, mais que comme son souverain. Marguerite devait être au courant depuis un certain temps de la relation qui remonte à avant le mariage.

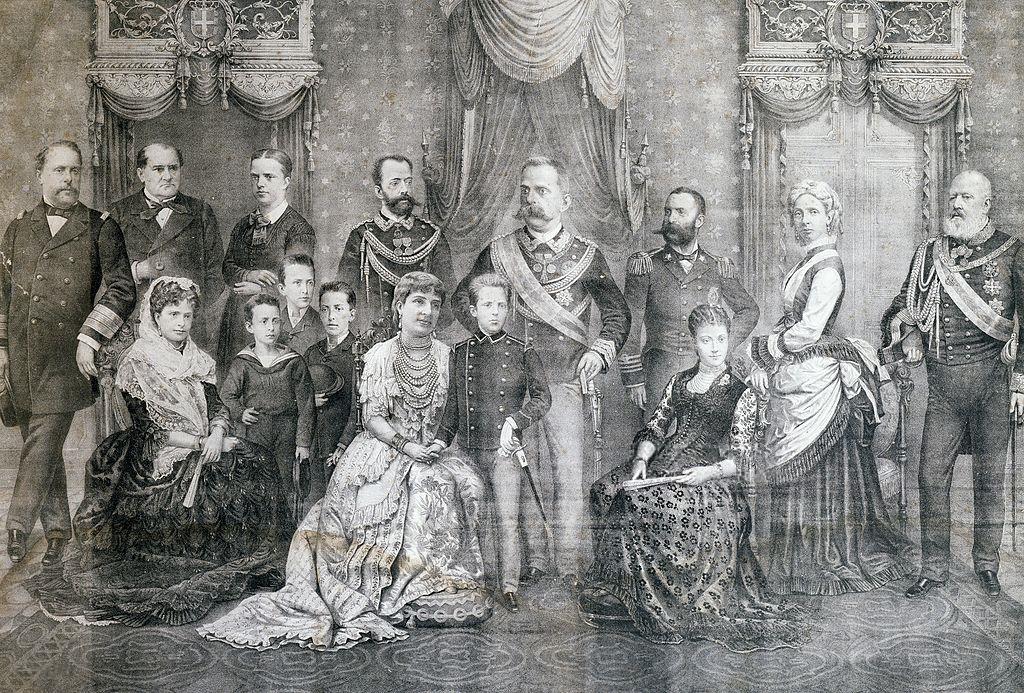
La famille royale.

Alors qu'Humbert devait être décrit par un historien moderne comme « un homme incolore et physiquement peu impressionnant, d'une intelligence limitée », l'apparence de Marguerite, ses intérêts culturels et sa forte personnalité devaient renforcer la popularité de la monarchie. Humbert conserve de nombreuses maîtresses à ses côtés, et sa maîtresse préférée, Eugenie, l'épouse du duc Litta Visconti-Arese, vit avec lui à sa cour en tant qu'épouse de fait, alors qu'il force la reine Marguerite à l'accepter comme dame de compagnie.
Lorsque les deux se sont rencontrés pour la première fois, la duchesse avait 25 ans et Humbert en avait 18. L'échec du mariage, connu uniquement dans les cercles restreints de la cour, est masqué par un semblant de bonheur utilisé également à des fins politiques. Après la prise de Porta Pia le 20 septembre 1870, et la visite précipitée de Victor-Emmanuel à Rome en décembre après la crue du Tibre, ce sont Humbert et Marguerite qui ainsi représentent la famille royale dans la future capitale de l'Italie.
Marguerite a principalement le mérite d'avoir jeté les bases d'une réconciliation entre les deux factions de l'aristocratie romaine : la « noire » qui, par dévotion est fidèle au pape Pie IX et refuse tout contact avec les « usurpateurs » de Savoie, et la « blanche », d'idées plus libérales, qui prône plutôt l'union de la ville avec l'Italie. Le «paravent» des noces heureuses durera longtemps et atteindra son paroxysme le 22 avril 1893, lorsque les noces d'argent sont célébrées avec faste. Le matin des célébrations à Rome, 101 coups de canon sont tirés. A cette occasion, un timbre spécial est prévu qui n'est cependant pas émis.
En 1870, le frère d'Humbert, Amédée, duc d'Aoste, est proclamé roi d'Espagne par les Cortes. Confronté à une situation anarchique, le jeune souverain abdique et retourne en Italie dès 1873 permettant le rétablissement de la dynastie légitime.
En 1876, lorsque le ministre britannique des Affaires étrangères, Lord Salisbury, se rend à Rome, il rapporte à Londres que le roi Victor Emmanuel II et le prince héritier Humbert sont « en guerre l'un contre l'autre ». En prenant la couronne, Humbert renverra tous les amis de son père de la cour, vendra la collection de chevaux de course de son père (qui comptait 1 000 chevaux) et réduira les extravagances pour rembourser les dettes que Victor Emmanuel II avait contractées. L'historien britannique Denis Mack Smith a commenté que c'était signe de la grande richesse de la maison de Savoie qu'Humbert ait pu payer les dettes de son père sans avoir à demander l'aide du Parlement. Comme son père, Humbert est un homme peu instruit, sans intérêts intellectuels ou artistiques, ne lisant jamais de livres et préférant dicter plutôt que d'écrire des lettres car il trouve l'écriture trop éprouvante mentalement. Après l'avoir rencontré, la reine Victoria décrit Humbert comme ayant « la manière brutale et bourrue de parler » de son père, mais sans son « discours et ses manières rudes ». En revanche, la reine Marguerite a largement lu tous les classiques de la littérature européenne, tient un salon d'intellectuels et, malgré le fait que le français soit sa langue maternelle, elle est souvent louée pour son bel italien dans ses lettres et dans ses discours.

### Accession au trône

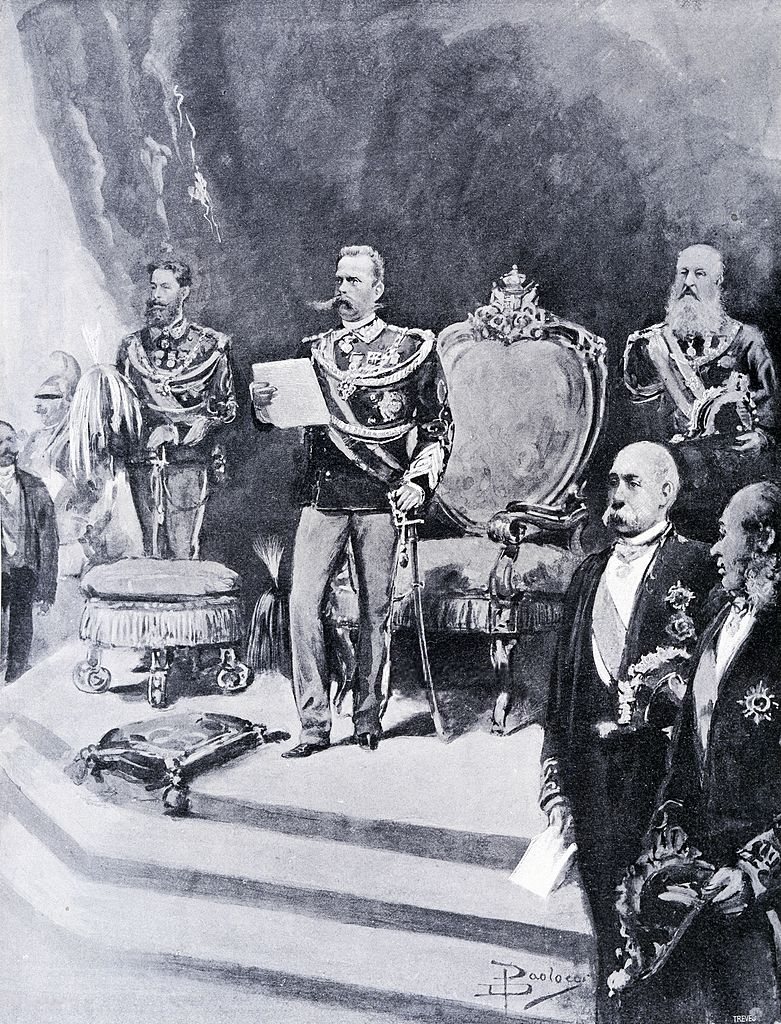
Serment d'Humbert Ier au palais Montecitorio.

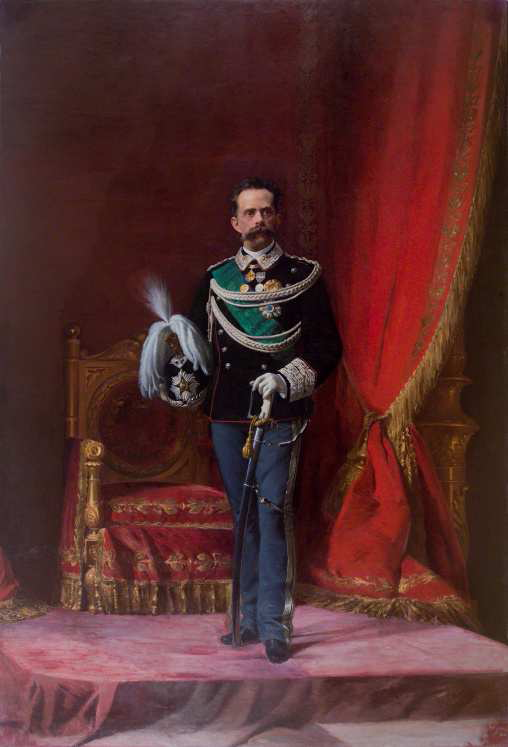
Humbert Ier en 1878.

À la mort de son père, le 9 janvier 1878, Humbert lui succède sous le nom d'Humbert Ier d'Italie sur le trône d'Italie, marquant par là l'unification de toute l'Italie sous son nom, et d'Humbert IV de Savoie sur le trône savoyard, son père ayant établi, malgré l'unité nationale, la continuation de la tradition nominale sur le trône de Savoie. Le même jour, il publie une proclamation à la nation déclarant : « Votre premier roi est mort ; le successeur vous prouvera que les institutions ne meurent pas ! ». Le 17 janvier 1878, jour des funérailles de son père, il accepte la pétition de la municipalité de Rome et organise l'inhumation du corps au Panthéon (Rome), plutôt que dans le mausolée royal de la basilique de Superga, ce qui en fait symboliquement le mausolée de la famille royale. Il abrite encore aujourd'hui les restes des deux premiers souverains d'Italie.
Rome est un lieu symbolique, car sa capture a représenté l'achèvement de l'unité nationale tant désirée. Le 19 janvier, le serment solennel sur le Statut albertin a lieu au palais Montecitorio en présence de sénateurs et de députés. Le deuxième souverain d'Italie doit affronter de nombreux problèmes : l'hostilité du Vatican, qui, après la mort du pape Pie IX le 7 février de la même année et l'élection au trône de Léon XIII, continue de désavouer le royaume d'Italie ; la tentative de bloquer à la fois les ferments irrédentistes et républicains qui traversent le pays et les intentions anti-unitaires de certains cercles politiques occultes, nationaux et étrangers ; la nécessité absolue de créer un large front de réformes sociales dont pourraient profiter les classes les moins aisées ; la relance de l'économie nationale, déjà trop longtemps stagnante, et surtout le problème très urgent de mettre fin à l'isolement international de l'Italie et d'accroître son prestige en politique étrangère.
Le roi jure d'agir, dès son premier discours de la Couronne, « dans le respect de la loi ». L'une des premières mesures auxquelles Humbert Ier doit faire face en tant que roi est la démission, le 9 mars, du cabinet d'Agostino Depretis, chef de la gauche historique ; le roi, ne jugeant pas opportun de lui confier à nouveau le poste, choisit Benedetto Cairoli, chef de la gauche modérée et homme politique très estimé de lui, comme nouveau premier ministre.
Le problème le plus épineux auquel son gouvernement doit faire face est  la crise des Balkans, née de la récente guerre entre l'Empire russe et l'Empire ottoman, pour laquelle le chancelier allemand Bismarck a convoqué le congrès de Berlin. L'Italie, dans la crainte de prendre des engagements trop lourds, n'obtient rien.

### Première tentative d'assassinat

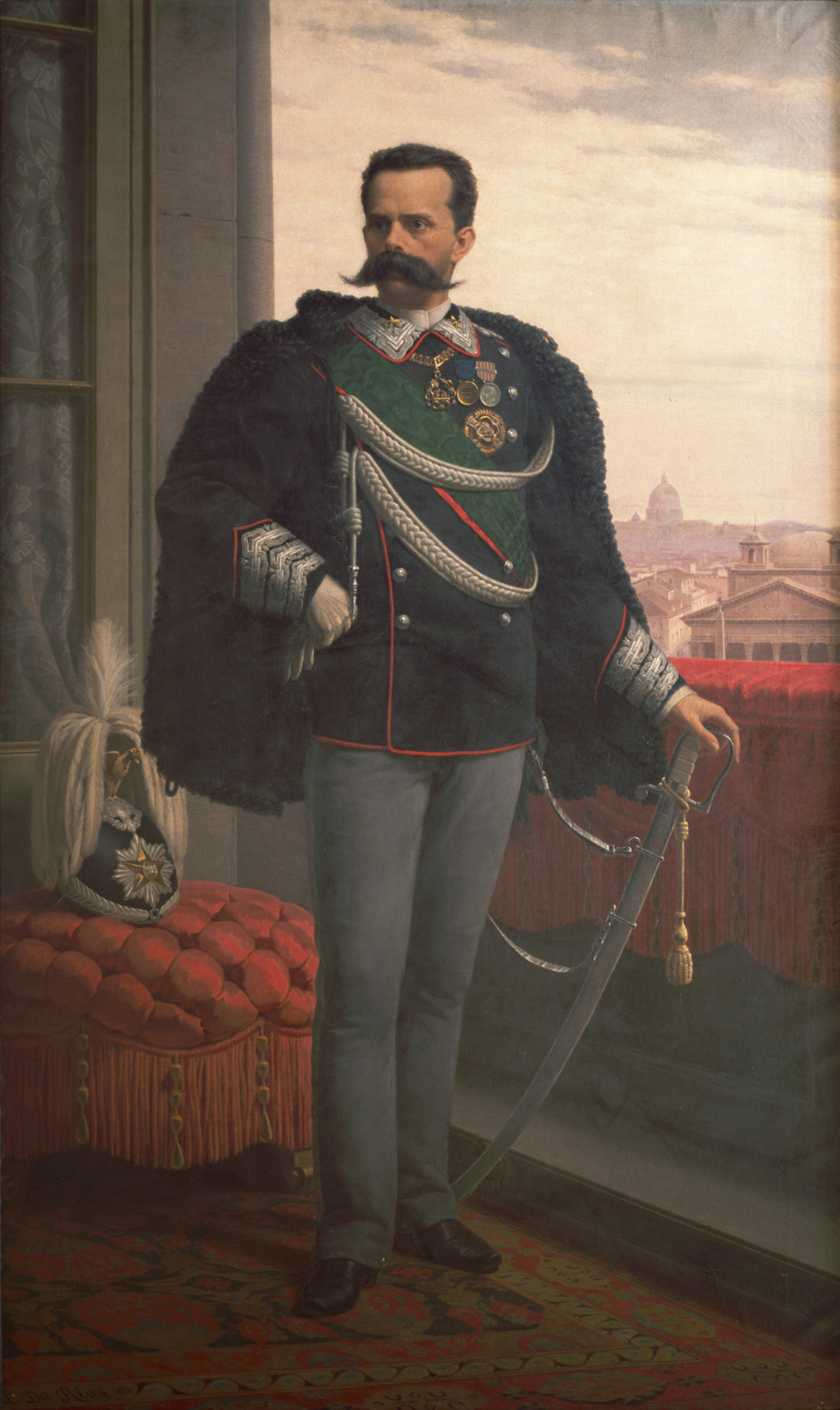
Le roi Humbert Ier d'Italie, représenté par Luigi Da Rios en 1878.

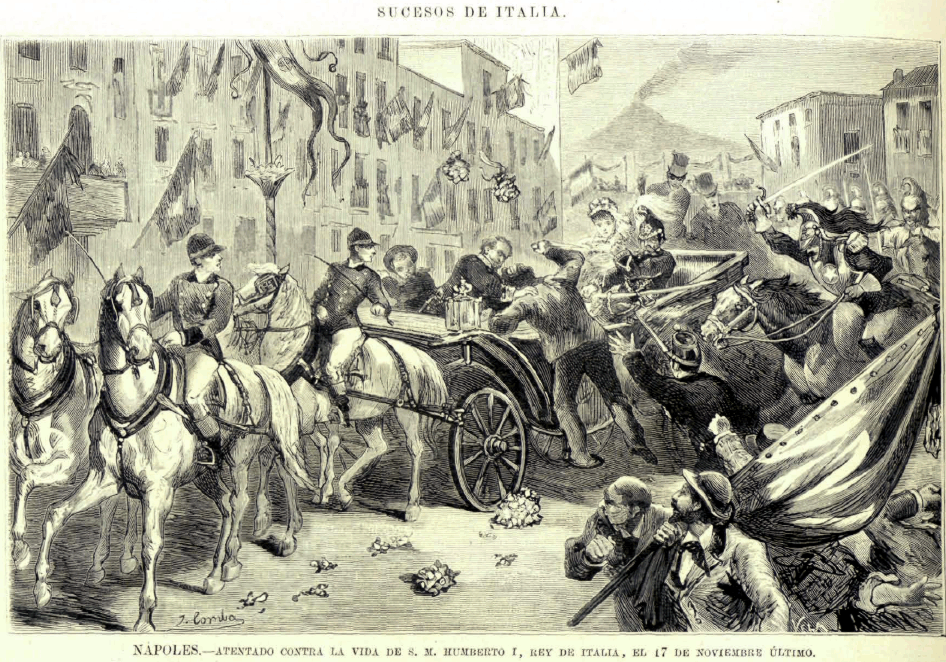
L'attentat de Giovanni Passannante à Naples dans un journal de l'époque.

Dès qu'il monte sur le trône, Humbert Ier organise immédiatement une tournée dans les grandes villes du Royaume afin de se montrer au peuple et gagner au moins une partie de la renommée dont son père avait joui pendant le Risorgimento. Il est accompagné de son épouse Marguerite, de son fils Victor-Emmanuel et du Premier ministre Benedetto Cairoli.
Il quitte Rome le 6 juillet 1878, le 10 juillet il est à La Spezia, du 11 au 30 juillet il séjourne à Turin, le 30 il est à Milan, puis à Brescia et le 16 septembre il se rend à Monza, où il inaugure le premier monument dédié à son père. Le 4 novembre, les membres de la famille royale arrivent à Bologne : le 7, ils rencontrent le poète Giosuè Carducci, aux idées républicaines, qui, enchanté par la grâce et la beauté de la reine, écrit pour elle des pages de grande admiration et lui dédie la célèbre ode à la reine d'Italie.
Trois jours plus tard, Humbert et Marguerite sont à Florence, le 9 novembre à Pise et Livourne, le 12 novembre ils se rendent à Ancône, le lendemain à Chieti, puis à Bari. Le 16 novembre, à la gare de Foggia, un certain Alberigo Altieri tente de se précipiter vers le souverain. Il est arrêté à temps, à tel point que presque personne ne l'a remarqué et que la presse n'en parle pas. Cependant, une enquête policière permet de découvrir que le jeune homme n'a pas agi seul, mais dans le cadre d'un « complot pour l'assassinat du souverain Auguste » qui avait « pour but de faire exécuter la tentative dans les différentes villes qu'il a visitées. »
Arrivé à Naples le 17 novembre 1878, le roi subit une tentative d'assassinat qui fait beaucoup plus sensation : il se trouve, avec sa femme, son fils et Cairoli, dans une voiture découverte qui se fraye un chemin dans la foule, quand il est soudainement attaqué au couteau par l'anarchiste Giovanni Passannante. Dans sa tentative de meurtre du monarque, Passannante crie : « Vive Orsini, vive la république universelle ». Le roi parvient à se défendre et un officier des Corazzieri de la suite se jette contre l'assaillant, le blessant à la tête d'un coup de sabre (le roi subit une légère coupure au bras), tandis que Cairoli, tentant de bloquer l'agresseur, est blessé à une cuisse. La tentative d'assassinat génère de nombreuses marches de protestation, à la fois contre et en faveur de l'agresseur, et des affrontements surviennent entre la police et les anarchistes. À la suite de la tentative de régicide, le chef de la police de l'époque, Luigi Berti, est contraint de démissionner un mois plus tard.
Le poète Giovanni Pascoli, lors d'une réunion de socialistes à Bologne, commence la lecture publique d'un poème, donné par une personne présente à la réunion, louant Passannante. Remarquant le contenu, il jette le papier et prononce des mots d'indignation. Pascoli est ensuite arrêté pour avoir protesté contre la condamnation de certains anarchistes qui avaient manifesté en faveur de l'agresseur. Le prétendu assassin est condamné à mort même si la loi n'autorise la peine de mort que si le roi est tué. Le roi commue la peine à des travaux forcés à perpétuité. Les mauvaises conditions de détention de Passannante suscitent la polémique de certains hommes politiques. Passanante meurt trois décennies plus tard dans un établissement psychiatrique.
Après l'attentat, le roi, reconnaissant, décerne au Premier ministre la médaille d'or de la vaillance militaire, mais le Parlement, tout en admirant son courage et son dévouement, reproche au gouvernement la mauvaise gestion de la politique intérieure, notamment en ce qui concerne la sécurité du roi et l'État ; une question parlementaire est alors présentée qui se termine le 11 décembre de la même année par la démission du gouvernement, qui est à nouveau confié à Depretis.
Depretis est cependant battu à la Chambre des députés le 3 juillet 1879 et doit à nouveau démissionner : le gouvernement passe à nouveau à Cairoli, qui, n'ayant pas la majorité parlementaire nécessaire, doit impliquer une partie de la gauche modérée dirigée par Depretis qui a été nommé ministre de l'Intérieur. L'un des problèmes les plus urgents auquel le gouvernement doit faire face est l'abolition de la taxe foncière, qui a permis l'atteinte d'un budget équilibré en 1876, mais a provoqué l'hostilité de la population à la suite de l'augmentation du prix des produits de première nécessité ou des céréales.
Humbert lui-même, le 26 mai 1880, à l'ouverture de la XIVe législature du royaume d'Italie, prononce un discours dans lequel il espère que le Parlement donnera suite à l'abolition de l'impôt sur le sol, au cours forcé et à la réforme électorale. Ainsi, après une discussion parlementaire serrée, la Chambre vote le 30 juin 1880 la réduction progressive de la taxe foncière (qui sera définitivement abolie quatre ans plus tard), tandis que le 23 février 1881 le cours forcé, en vigueur depuis 1866, est aboli.
À la même époque, la famille royale visite officiellement la Sicile et la Calabre ; lorsqu'il atteint Reggio de Calabre, le souverain se laisse aller dans un bain de foule, disant aux forces de sécurité, soucieuses de sa sécurité : « Faites place, je suis au milieu de mon peuple ! ».

### Triple alliance et politique coloniale

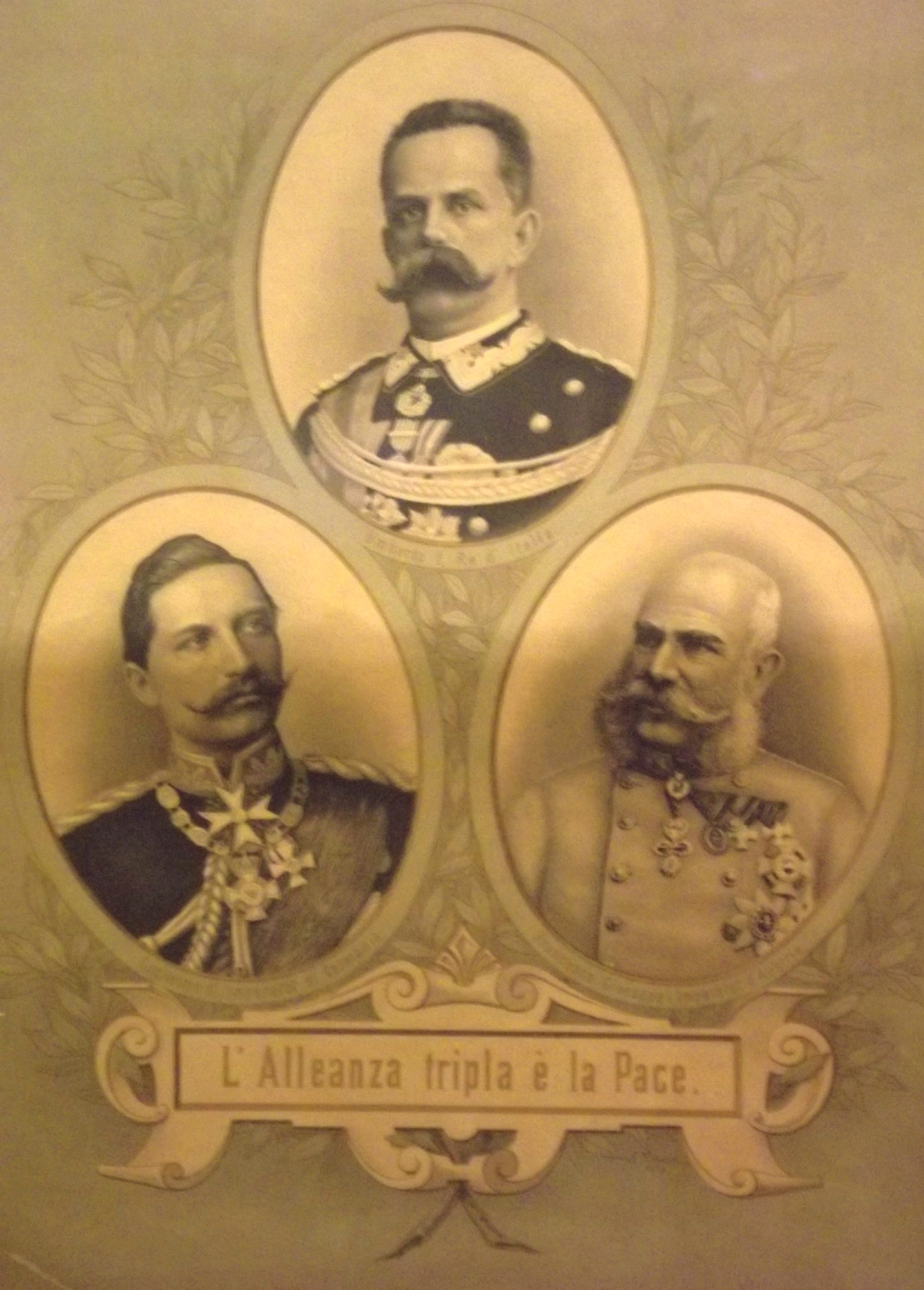
Estampe célébrant la Triple Alliance (1882) avec des portraits des souverains d'Italie (Humbert I), d'Allemagne (Guillaume II) et d'Autriche (François-Joseph).

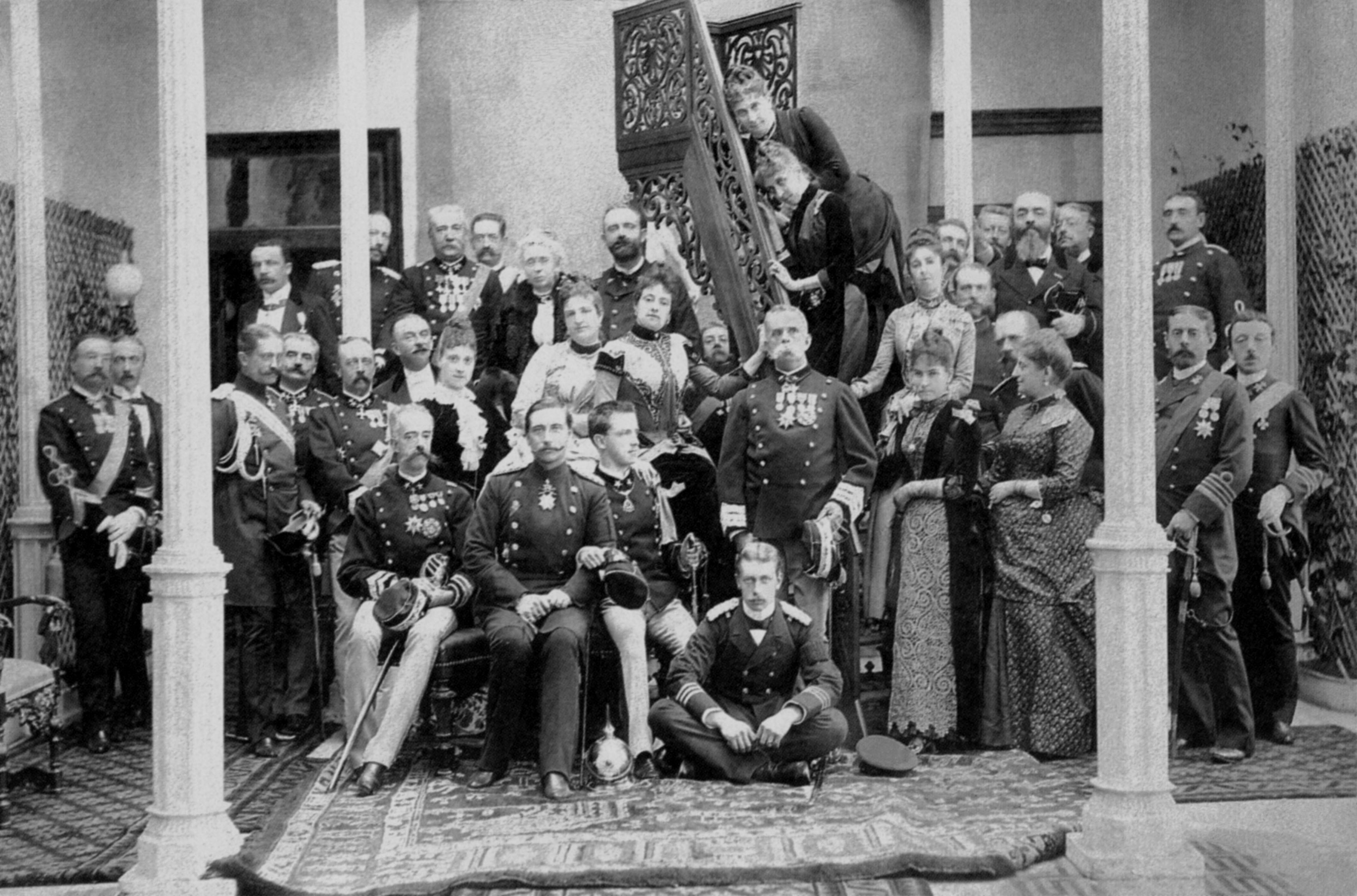
Photo prise à l'occasion de la visite à Rome en 1888 du nouvel empereur allemand Guillaume II. On reconnaît Humbert I debout au centre et l'empereur assis sur la chaise entre deux personnages ; celui de droite est l'héritier du trône d'Italie Victor-Emmanuel.

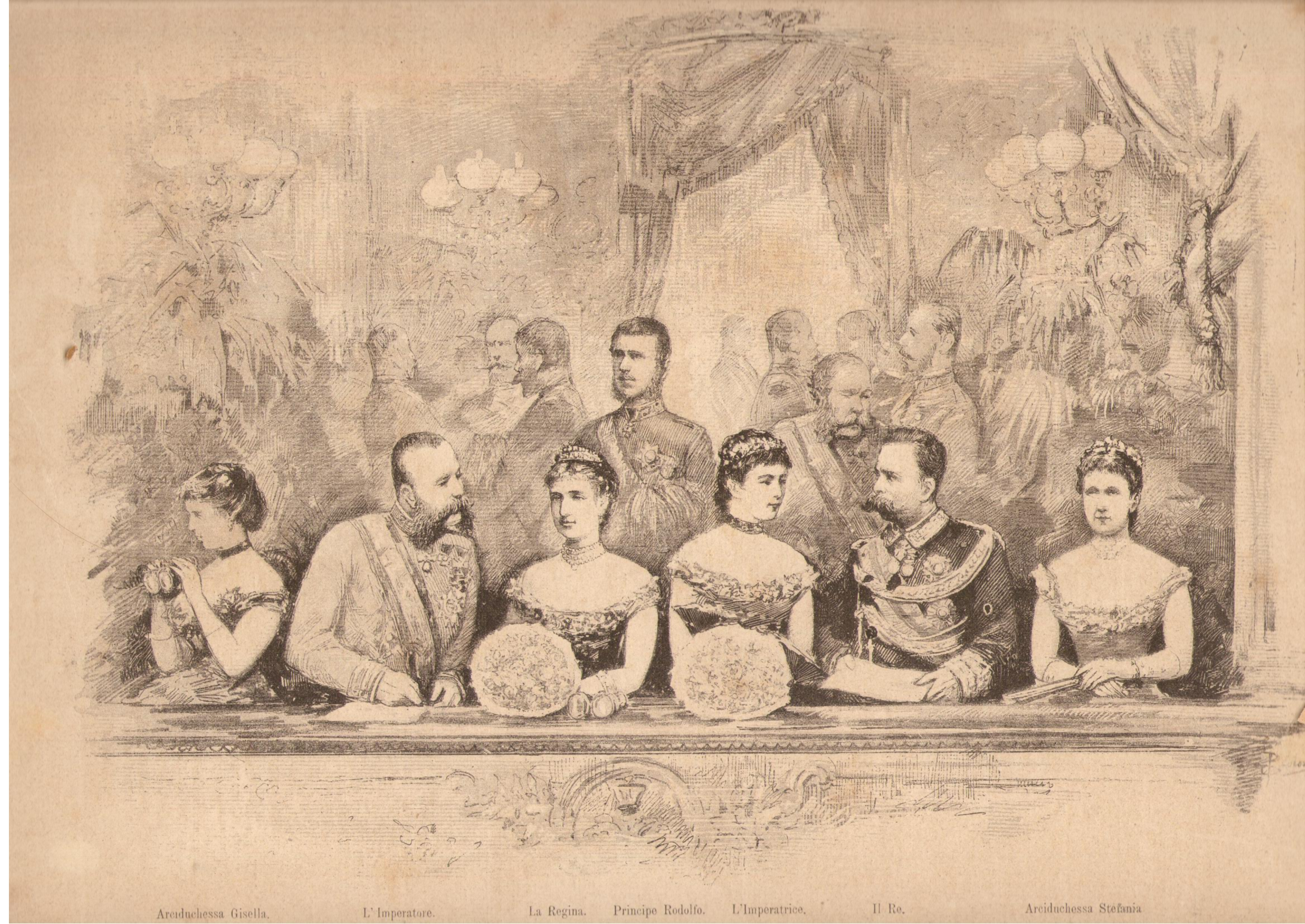
L'empereur d'Autriche François-Joseph (assis deuxième à gauche) et le roi d'Italie Umberto I (assis deuxième à droite) à l'Opéra d'État de Vienne en 1881.

En termes de visibilité et de poids international, Humbert Ier est un ardent partisan de la Triplice ou Triple Alliance, surtout après l'occupation française de la Tunisie en 1881 et l'Alliance des trois empereurs qui a suivi entre l'Autriche, l'Allemagne et la Russie. À cette époque, par d'ailleurs, le gouvernement d'Agostino Depretis apprend que le pape Léon XIII interroge les ministres des Affaires étrangères sur leur éventuelle intervention pour restaurer les États pontificaux.
Le soutien de l'Autriche, la nation catholique la plus prestigieuse, serait d'une grande utilité à l'Italie afin de renverser une action européenne en faveur de la papauté. Pour l'Italie, la conclusion d'une alliance avec deux puissances conservatrices vaudrait à la fois d'assurer la monarchie savoyarde face aux mouvements républicains d'inspiration française, et de l'assurer de l'intervention de puissances étrangères qui veulent rétablir le pouvoir temporel du pape.
À l'appui d'initiatives diplomatiques, entre le 21 et le 31 octobre 1881, Humbert et son épouse rendent visite à l'empereur François-Joseph et à l'impératrice Elisabeth à Vienne. Les monarques italiens font une excellente impression sur la cour viennoise, en particulier Marguerite, qui, à juste titre, pour sa grâce et son élégance, est comparée à l'impératrice Sissi. Humbert lui-même, rigide, sévère et austère, fait si bonne impression que son cousin et ancien adversaire, François-Joseph, lui accorde la nomination comme colonel honoraire du 28ème Régiment d'Infanterie. Le geste ne manque pas de susciter la polémique en Italie au sein de l'opinion publique étant donné que le régiment autrichien, dont le roi a été fait colonel, est le même qui a participé à la bataille de Novare (1849) et à l'occupation de Brescia, contribuant activement à la répression impitoyable qui a causé la mort de milliers d'hommes, de femmes et d'enfants de Brescia. Beaucoup en Italie, considèrent avec hostilité une alliance avec leurs anciens ennemis autrichiens, qui occupent toujours des zones revendiquées par l'Italie. Humbert admire le militarisme prusso-allemand et lors de ses visites en Allemagne, son activité préférée est de passer en revue l'armée prussienne. Guillaume II (empereur allemand) lui dit lors d'une visite qu'il devrait renforcer la Regio Esercito au point qu'il pourrait abolir le parlement et gouverner l'Italie comme un dictateur.
Devant l'insistance de l'Allemagne, le ministre autrichien des Affaires étrangères Gusztáv Kálnoky cède à l'idée d'un accord avec l'Italie et le 20 mai 1882, le premier traité de la Triple Alliance est signé. Humbert est également favorable à la politique d'expansion coloniale en Érythrée. L'Italie s'étend également en Somalie dans les années 1880. Le gouvernement italien a déjà acheté, le 10 mars 1882 la baie d'Assab à l'armateur Raffaele Rubattino, qui l'avait lui-même achetée au sultan local comme escale pour ses navires. L'occupation ultérieure de la ville portuaire de Massaoua est convenue avec le gouvernement anglais, qui a lieu le 5 février 1885, en vue d'une profonde pénétration au Soudan, convenue avec les Britanniques, engagés dans la guerre des mahdistes.
Londres rejette l'offre d'aide italienne qui n'est plus nécessaire, et l'Italie se retrouve ainsi « enchaînée à un rocher dans la mer Rouge », sans perspectives expansionnistes concrètes. Les Italiens tentent alors de compenser leur maigre butin colonial en occupant l'arrière-pays de Massaoua, en direction d'Asmara, mais cette fois l'obstacle est représenté par les guerriers éthiopiens du Négus Yohannes IV qui, le 27 janvier 1887, tendent une embuscade à une colonne italienne de 500 hommes commandée par le colonel De Cristoforis près de Dogali, l'anéantissant complètement (bataille de Dogali).
Seuls quelques-uns s'échappent et sont reçus avec tous les honneurs au palais du Quirinal par Humbert et son épouse Marguerite, un honneur qui n'eurent pas les vétérans du Risorgimento. Malgré cela, la nouvelle du massacre de Dogali a l'effet d'une averse glaciale sur Rome, où elle éteint l'ardeur colonialiste et attise l'opinion publique pour exiger la fin de l'aventure africaine. De Robilant démissionne ; Depretis, qui a été mis en minorité et qui n'approuve pas l'entreprise en Abyssinie, a la tâche de former le gouvernement du roi, grâce aussi au soutien de Francesco Crispi et Giuseppe Zanardelli, à la tête de la soi-disant Pentarchie, la formation politique de gauche la plus forte. En août de la même année, le Premier ministre décède et Crispi prend sa place, qui, contrairement à son prédécesseur, est un fervent partisan de la politique africaine. Il le démontre en envoyant un contingent de 20 000 hommes en Érythrée sous le commandement du général Antonio Baldissera et en demandant à l'ambassadeur d'Italie à Addis-Abeba, le comte Pietro Antonelli, de tout mettre en œuvre pour que l'Italie puisse profiter des luttes internes qui déchirent l'Éthiopie.

En témoignent également deux lettres envoyées à Humbert, respectivement par le négus Yohannes IV et par son ennemi juré, le roi de Choa Menelik : dans la première, l'empereur éthiopien recherche un accord avec le roi italien contre Menelik qui, à son tour, accuse Giovanni de l'avoir soulevé contre les Italiens. Les choses empirent lorsque, le 10 mars 1889, Yohannes IV meurt au combat contre les derviches du Soudan ; Menelik prend aussitôt sa place d'empereur, sous le nom de Menelik II, ignorant les droits de ras Mangascià, fils naturel du défunt négus. Pour mieux asseoir son pouvoir, Menelik décide de négocier avec l'Italie, acceptant de signer, le 2 mai 1889, le Traité de Wouchalé : dans celui-ci, les territoires occupés en Érythrée sont reconnus à l'Italie et - en raison d'un malentendu sur la traduction de l'article 17 du même traité (qui prévoyait, dans le texte italien, pour le négus l'obligation d'être représenté par Rome afin de traiter avec les autres puissances européennes, alors que dans l'éthiopien ce n'était qu'optionnel) - le protectorat sur l'Éthiopie en échange de quatre millions de lires.

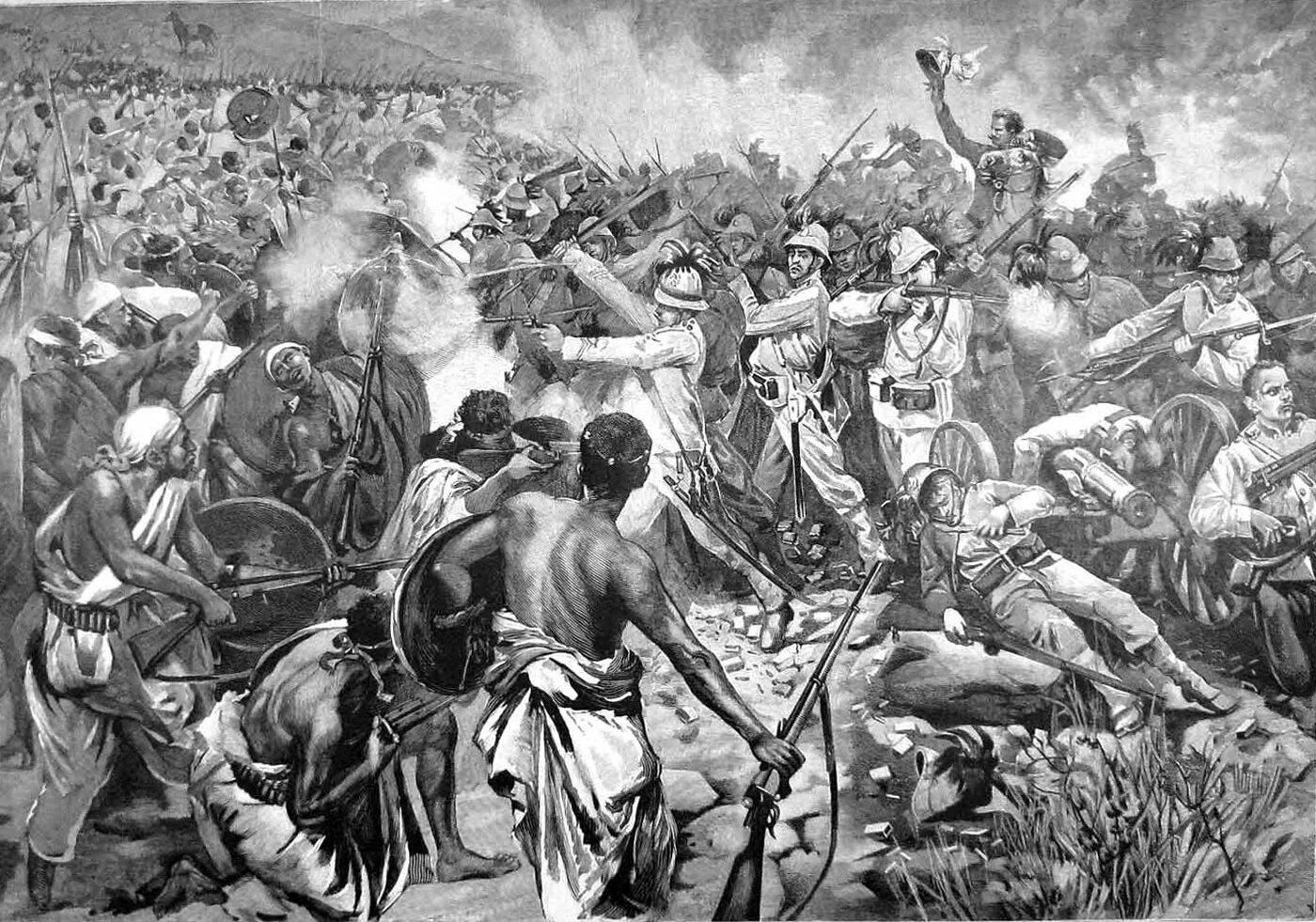
Victoire de Menelik II sur les Italiens à la bataille d'Adoua.

L'accord est alors signé avec l'envoi dans la capitale italienne d'une délégation éthiopienne conduite par Ras Mekonnen Welde Mikaél, le cousin de l'empereur, qui a pour mission de porter le traité et de convenir de l'emprunt. Les membres de la délégation sont d'abord reçus au Quirinal par les souverains, puis ils sont envoyés dans les principales villes italiennes pour visiter des arsenaux, des casernes, des industries militaires, afin de les impressionner et de montrer la puissance militaire du pays. La mission reprend le 2 décembre de la même année, rapportant le prêt et divers cadeaux, dont un tableau représentant l'Ascension de Jésus-Christ au ciel, avec le roi, la reine et Crispi en prière, tandis que, de leur côté, les Éthiopiens ont ramené un éléphant en cadeau. En 1890, certains sultanats de Somalie acceptent également le protectorat italien, tandis que la même année la colonie érythréenne est officiellement fondée. Mais le malentendu diplomatique (connu sous le nom de « canular d'Uccialli ») ne tardera pas à préparer le terrain pour la première guerre italo-éthiopienne. Tout commence en décembre 1893, lorsque Menelik n'utilise pas le gouvernement de Rome pour négocier certaines affaires commerciales avec la France, dénonçant le traité signé quelques années plus tôt, et se termine le 1er mars 1896 avec la Bataille d'Adoua, catastrophique pour les armées italiennes. En Italie, les répercussions sont très graves : Crispi est contraint de démissionner et disparaît de la scène politique ; à sa place, Antonio di Rudinì doit signer le Traité d'Addis-Abeba le 26 octobre 1896, qui prévoit l'annulation du traité de Wouchalé et la pleine souveraineté de l'Éthiopie, tout en permettant aux Italiens de conserver tous les territoires précédemment conquis. Cette défaite provoque la fin temporaire de l'aventure coloniale italienne, qui s'arrêta jusqu'en 1911, avec la conquête de la Libye.
Humbert Ier est soupçonné d'aspirer à un vaste empire dans le nord-est de l'Afrique, soupçon qui tend quelque peu à diminuer sa popularité après la désastreuse bataille d'Adoua en Éthiopie le 1er mars 1896. Après cette bataille, la frustration du public face à la guerre profondément impopulaire avec l'Éthiopie apparait au premier plan et des manifestations éclatent à Rome avec des gens criant « Mort au roi ! » et « Vive la république! ».
Malgré la défaite d'Adoua, Humbert nourrit toujours des ambitions impérialistes envers l'Éthiopie, déclarant : « Je suis ce qu'ils appellent un belliciste et mon souhait personnel serait de riposter contre Menelik II et de venger notre défaite ». En 1897, le premier ministre Antonio di Rudinì tente de vendre l'Érythrée à la Belgique au motif que l'Érythrée est trop chère pour s'y accrocher, mais sa proposition est rejetée par le roi qui insiste pour que l'Érythrée reste italienne. Rudinì tente de réduire les dépenses militaires, citant une étude montrant que depuis 1861, elles constituent plus de la moitié du budget chaque année, mais il est de nouveau bloqué par le roi. Au début de 1899, le ministre des Affaires étrangères, l'amiral Felice Napoleone Canevaro, envoie une escadre navale en Chine avec un ultimatum exigeant que le gouvernement chinois remette une ville côtière à gouverner comme concession italienne de la même manière que les Britanniques avaient pris Hong Kong, les Allemands Qingdao, les Russes Port-Arthur et les Français Kouang-Tchéou-Wan. Le Premier ministre Luigi Pelloux et le reste du cabinet déclarent que l'amiral Canevaro a agi sans les en informer, et il est largement admis que le roi est celui qui a donné à Canevaro l'ordre de s'emparer d'une ville en Chine. Après le refus du gouvernement chinois, Canevaro menace de faire la guerre, mais est contraint de reculer et se contente de rompre les relations diplomatiques avec la Chine.
À l'été 1900, les forces italiennes font partie de l'Alliance des huit nations qui participe à la révolte des Boxers en Chine impériale. Grâce au protocole de paix Boxer, signé après la mort d'Humbert, le royaume d'Italie obtint la concession italienne de Tientsin.
L'attitude d'Humbert envers le Saint-Siège est intransigeante. Dans un télégramme de 1886, il déclare Rome « intouchable » et affirme la permanence de la possession italienne de la « Ville éternelle ». Conséquemment aux relations difficiles de l'Italie avec la papauté et préférant éviter un camouflet de la part des dynasties catholiques, le roi marie son fils à la princesse Hélène de Monténégro, fille d'un roi populaire, ambitieux et orthodoxe.
Les relations compliquées avec la France, qui veut s'imposer en Tunisie, incitent l'Italie à faire partie de la Triplice en 1882.

### Politique intérieure

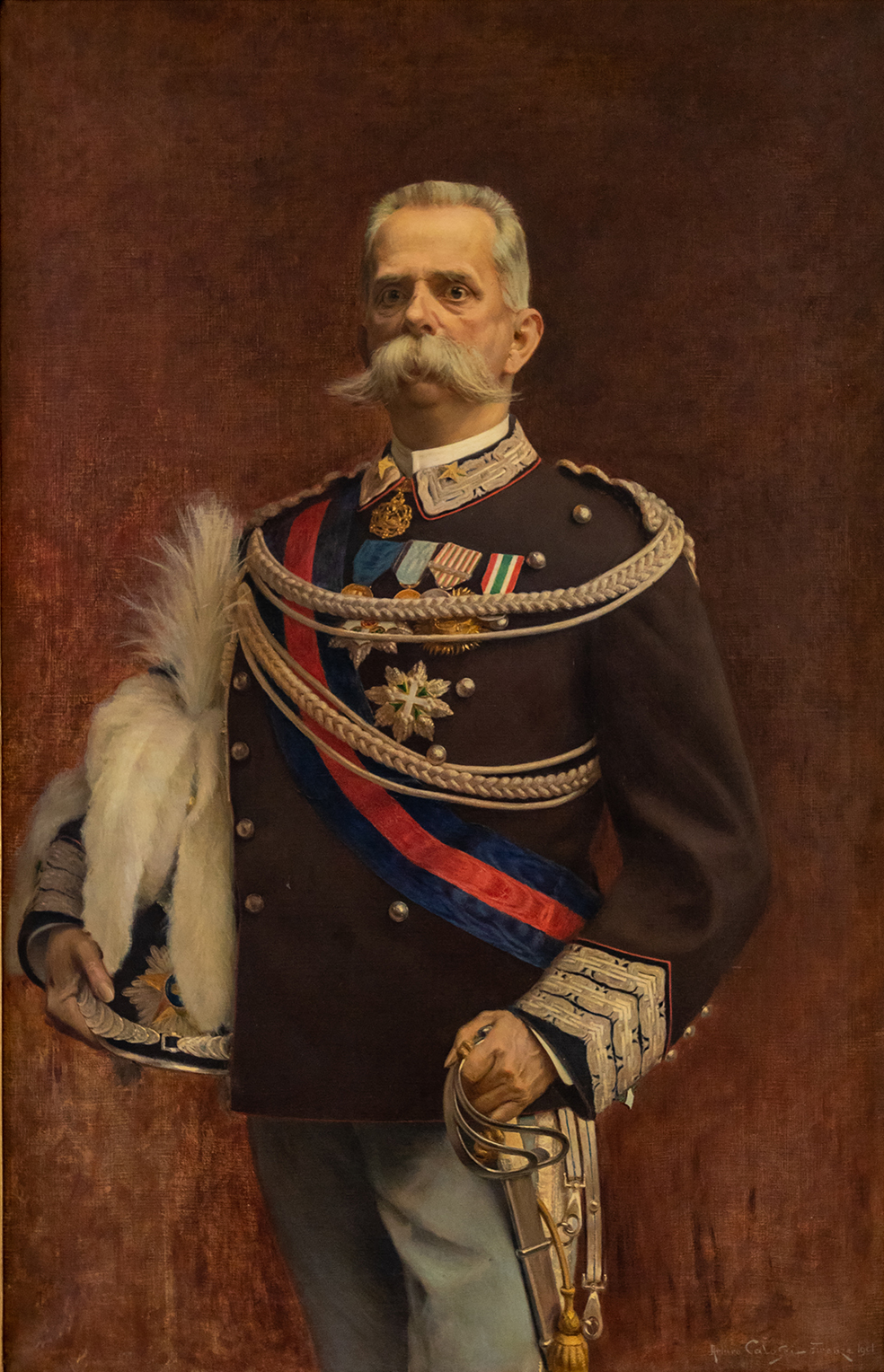
Arturo Calosci, portrait du roi dans ses dernières années.

Durant son règne, le souverain apporte sa solidarité aux populations frappées par les catastrophes naturelles, intervenant par des aides matérielles. Déjà en 1872, alors qu'il est encore prince, il se rendit en Campanie rencontrer les victimes de l'éruption du Vésuve. Dès son accession au trône, en 1879, il assiste les Siciliens touchés par l'Etna et en 1882, il se rend en Vénétie, touchée par des pluies torrentielles. En 1884, il arrive à Naples, victime du choléra, et à cette occasion il prononce la célèbre phrase, gravée sur la stèle en souvenir du triste événement :  « A Pordenone si fa festa, a Napoli si muore. Vado a Napoli » (« A Pordenone on fête, à Naples on meurt. Je vais à Naples ») .
1888 voit un geste politiquement important et personnellement courageux : Humbert visite la Romagne (Italie), une terre considérée comme hostile à la monarchie et très dangereuse, en raison de la prédominance des républicains, des socialistes et des anarchistes. En préparation, des manœuvres militaires spéciales sont effectuées à des fins de dissuasion. La visite se déroule sans incident même à Forlì, la patrie d'Aurelio Saffi, un homme de référence pour les Républicains. L'ancien Premier ministre Alessandro Fortis vient également pour souhaiter la bienvenue au roi.
En politique intérieure , Humbert soutient le travail du gouvernement de Francesco Crispi dans son projet de renforcement interne de l'État. C'est sous son règne que se définit le rôle du Président du Conseil des ministres d'Italie (1890) : en effet le roi ne préside pas le conseil des ministres, mais se limite à recevoir le président après les réunions du cabinet et, après avoir entendu son rapport, à signer les dispositions du gouvernement, assumant au fil du temps également des responsabilités qui, même partagées par lui personnellement, sont collectives et parlementaires.
Une critique majeure des politiques menées par les premiers ministres nommés par le roi est la puissance continue du crime organisé dans le Mezzogiorno (sud de l'Italie) avec la mafia dominant la Sicile et la Camorra dominant la Campanie La mafia et la Camorra fonctionnent toutes deux comme des « États parallèles » dont l'existence et le pouvoir sont tolérés par les gouvernements successifs à Rome car elles se sont livrées à des fraudes électorales et à une intimidation des électeurs si efficaces que ce sont les patrons de la mafia et de la Camorra qui décident qui a gagné les élections. Comme il est impossible de gagner les élections dans le Mezzogiorno sans le soutien du crime organisé, les politiciens concluent des accords avec les patrons de la Camorra et de la Mafia pour échanger la tolérance de leurs activités criminelles contre des votes. Le Mezzogiorno est alors la région la plus arriérée d'Italie avec des niveaux élevés de pauvreté, d'émigration et un taux d'analphabétisme estimé à 70 %. Les députés du Mezzogiorno ont toujours voté contre plus d'écoles pour le Mezzogiorno, perpétuant ainsi le retard et la pauvreté du sud ; tant la mafia que la Camorra s'opposent à toute sorte de réforme sociale qui pourrait menacer leur pouvoir. Le roi préfère de lourdes dépenses militaires plutôt que de s'engager dans des réformes sociales et chaque année, l'État italien dépense 10 fois plus d'argent pour l'armée que pour l'éducation. Humbert Ier, partisan agressif du militarisme, dit un jour qu'accepter des coupes dans le budget militaire serait « un scandale abject et nous pourrions aussi bien abandonner la politique complètement ». Au moins une partie de la raison pour laquelle le roi est si opposé à la réduction du budget militaire est dû au fait qu'il a personnellement promis à l'empereur Guillaume II que l'Italie enverrait 5 corps d'armée en Allemagne en cas de guerre avec la France, une promesse que le roi n'a pas vue digne de partager avec ses premiers ministres.
La solution préférée du souverain aux problèmes de l'Italie est de conquérir l'Éthiopie, indépendamment de l'opposition publique écrasante. Il soutient le Premier ministre ultra-impérialiste Francesco Crispi qui parle en mai 1895 de « l'impossibilité absolue de continuer à gouverner par le Parlement ». En décembre 1893, Humbert nomme Crispi premier ministre malgré sa « réputation brisée » en raison de son implication dans le scandale de la Banca Romana ainsi que dans de nombreux autres scandales que le roi lui-même qualifie de « sordides ». En 1893, il est impliqué dans le scandale, accusé d'avoir contracté des dettes élevées dont le premier ministre de l'époque Giovanni Giolitti lui aurait garanti la couverture par fidélité à la monarchie et pour le soutien qu'il avait reçu de la maison de Savoie les années précédentes.
Son activité politique est également marquée par une attitude autoritaire, peut-être en raison de la grave Grande Dépression (1873-1896), où soulèvements et émeutes, comme celles des Fasci dei Lavoratori en Sicile et l'insurrection de la Lunigiana (1894) le conduisent à signer des dispositions comme l'état de siège. À la suite de ces événements graves et d'autres, le gouvernement Crispi, le Parti socialiste italien, les Camere del Lavoro et les Ligues ouvrières sont dissous.
Le roi assume ses devoirs de souverain constitutionnel alors que la gauche italienne occupe le pouvoir, avec Agostino Depretis et Francesco Crispi.
Humbert Ier qualifie ouvertement le Parlement de « mauvaise blague » et lui refuse de se réunir à nouveau, de peur que Crispi ne soit confronté à des questions difficiles sur le scandale de la Banca Romana. Crispi n'évite l'inculpation qu'en raison de son immunité parlementaire. Lorsque le roi est averti qu'il est dangereux pour la couronne de soutenir quelqu'un comme Crispi, Humbert répond que « Crispi est un porc, mais un porc nécessaire », qui malgré sa corruption, doit rester au pouvoir pour « l'intérêt national, qui est la seule chose qui compte ». Avec le soutien du roi, Crispi gouverne de manière autoritaire, préférant adopter des lois en faisant émettre des décrets royaux par le roi plutôt que de faire adopter des projets de loi par le Parlement. Le 25 juin 1895, Crispi refuse d'autoriser une enquête parlementaire sur le scandale bancaire, affirmant qu'en tant que Premier ministre, il est au-dessus des lois parce qu'il a « servi l'Italie pendant 53 ans ».

### Deuxième attentat

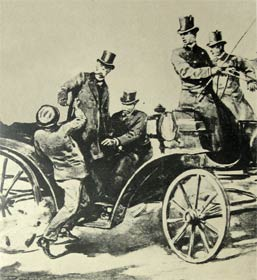
Attentat de l'anarchiste Pietro Acciarito.

Le règne d'Humbert Ier est une période de bouleversements sociaux. Les tensions sociales augmentent à la suite de l'occupation relativement récente du royaume des Deux-Siciles, à la propagation du Socialisme, à l'hostilité publique aux plans colonialistes des différents gouvernements, en particulier de Crispi, et aux nombreuses mesures de répression contre les Libertés publiques. Parmi les manifestants figure le jeune Benito Mussolini, alors membre du Parti socialiste italien.
Le 22 avril 1897, le souverain subit une seconde attaque de Pietro Acciarito. L'anarchiste s'est mêlé à la foule qui accueille l'arrivée Humbert I à l'hippodrome de Capannelle à Rome et se précipite vers sa voiture armé d'un couteau. Le roi remarque rapidement l'attaquant et réussit à l'esquiver, demeurant indemne. Acciarito est arrêté et condamné à la réclusion à perpétuité. Comme pour Passannante, sa peine est très sévère et a eu de graves conséquences sur sa santé mentale.
Comme la précédente tentative de régicide, une conspiration anti-monarchiste est admise, bien qu'Acciarito ait tout nié, déclarant qu'il a agi seul et plusieurs socialistes, anarchistes et républicains sont arrêtés, soupçonnés d'avoir été de connivence avec l'extrémiste. Parmi ceux-ci, un autre anarchiste nommé Romeo Frezzi, un ami d'Acciarito, est emprisonné parce qu'il est en possession d'une photo de l'agresseur.
Frezzi meurt le troisième jour de son interrogatoire. Certaines allégations sont faites à propos de sa mort (suicide ou anévrisme), mais l'autopsie confirme que le décès est dû aux tortures commises par les policiers, dans une tentative d'extorquer des aveux de connivence avec Acciarito. Ce fait déclenche des soulèvements populaires contre la monarchie.

### Massacre de Milan

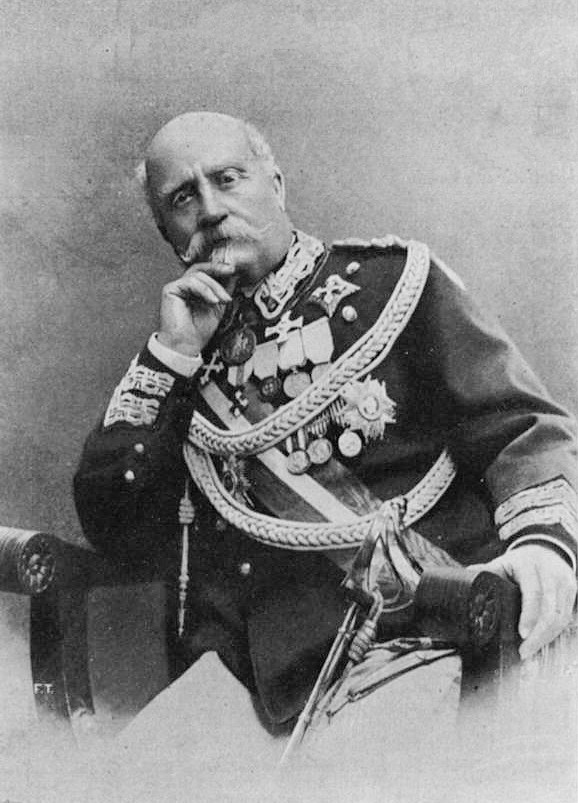
Fiorenzo Bava Beccaris.

Pendant les guerres coloniales en Afrique, de grandes manifestations contre la forte hausse du prix du blé à la suite de la taxe foncière (1868-1884) ont lieu en Italie et le 7 mai 1898, la ville de Milan est placée sous contrôle militaire par le général Fiorenzo Bava Beccaris qui ordonne des tirs de fusil et d'artillerie pour disperser les participants lors des protestations populaires (dites protestations de l'estomac ) aboutissant à un massacre. 82 personnes sont tuées selon les autorités, plus de cinq cents blessés selon les estimations de la police de l'époque, bien que certains historiens pensent que ces estimations sont approximatives ; des sources de l'opposition affirment que le bilan est de 400 morts et 2 000 blessés. Le roi envoie un télégramme pour féliciter Bava Beccaris pour le rétablissement de l'ordre et le décore plus tard de la médaille de grand officier de l'ordre militaire de Savoie « pour services rendus aux institutions et à la civilisation » scandalisant grandement une grande partie de l'opinion publique, l'opposition anarchiste-socialiste et républicaine italienne.
Humbert Ier voudrait profiter de l'inquiétude de la classe dirigeante pour limiter l'influence du Parlement en désignant un gouvernement de « commis » qui légifèrerait par décrets. Devant la vigueur de l'opposition , il doit se contenter de confier le pouvoir à un homme énergique certes, mais de réputation libérale, le général Luigi Pelloux, dont le gouvernement prend un virage autoritaire, s'apprêtant à dissoudre les organisations socialistes, catholiques et radicales et à limiter la liberté de presse et de réunion. Des hommes politiques tels que Filippo Turati et Andrea Costa, accusés d'avoir encouragé la révolte, sont arrêtés et, en peu de temps, libérés de prison. L'historien Ettore Ciccotti sympathise ouvertement avec les insurgés milanais et, accusé de propagande subversive, est démis de ses fonctions de professeur à l'académie scientifique et littéraire de Milan et contraint de fuir en Suisse pour éviter d'être arrêté.
Recourant à l'obstructionnisme, les socialistes contraignent Pelloux à dissoudre les Chambres et à recourir à de nouvelles élections, qui voient une avancée décisive de la gauche. Pelloux démissionne et Humbert Ier, dans le respect des libertés garanties par le Statut, accepte d'attribuer la fonction de président du Conseil à Giuseppe Saracco qui met en place une politique de réconciliation nationale. La décoration du général Bava Beccaris est la cause de la dernière et mortelle attaque contre le monarque par Gaetano Bresci.

### Assassinat

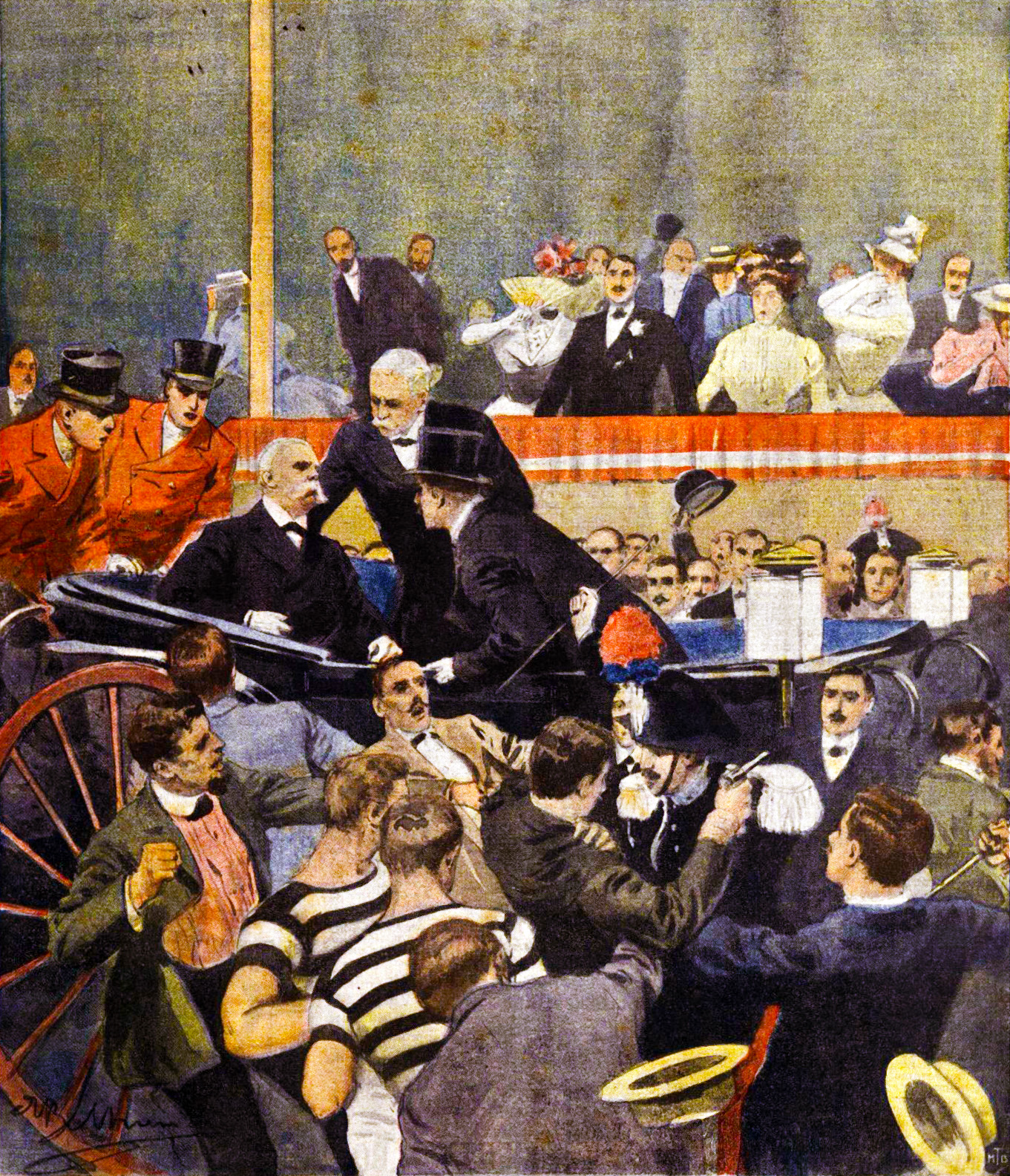
Assassinat du roi Humbert.

Le 29 juillet 1900, le roi est invité à Monza lors de la cérémonie de clôture du concours de gymnastique organisé par le club sportif Forti e Liberi ; il n'est pas obligé d'y assister, mais est convaincu par le fait que les équipes de Trente et de Trieste seront présentes, dont les athlètes, se serrant la main, déclarent : « Je suis heureux d'être parmi les Italiens » (une phrase qui n'est pas passé inaperçue et qui a déclenché un tonnerre d'applaudissements). Bien qu'il porte habituellement une cotte de mailles de protection sous sa chemise, en raison de la chaleur extrême et contrairement aux conseils des agents de sécurité, ce jour fatidique, Humbert ne la porte pas. Parmi la foule se trouve également Gaetano Bresci, un anarchiste de Prato qui a émigré aux États-Unis, équipé d'un revolver à cinq coups dans sa poche. Gaetano Bresci veut ainsi venger la sanglante répression menée contre les ouvriers à Milan en 1898.
Le souverain parle pendant environ une heure et est d'excellente humeur : « Parmi ces jeunes gens intelligents, je me sens rajeuni ». Il décide de partir vers 22 h 30 et se dirige vers la calèche, tandis que la foule applaudit et que la fanfare entonne la Marcia Reale.
Profitant de la confusion, Bresci bondit en avant avec le revolver à la main et tire quelques coups en succession rapide. Le nombre n'a jamais été déterminé avec précision, mais la plupart des témoins ont déclaré avoir entendu l'écho d'au moins trois coups. Humbert est atteint à l'épaule, au poumon et au cœur. Il a à peine le temps de murmurer : « Allez, je crois que je suis blessé », avant de tomber sur les genoux du général Ponzio Vaglia, qui est assis en face de lui dans la voiture.
Immédiatement après, les carabiniers, commandés par le maréchal Locatelli, réussissent à sauver Bresci du lynchage de la foule, le mettant en état d'arrestation. La voiture avec le souverain mort arrive à la villa royale de Monza ; la reine, prévenue, se précipite vers l'entrée en criant :  « Faites quelque chose, sauvez le roi ! », mais il n'y a plus rien à faire ; Humbert est déjà décédé.

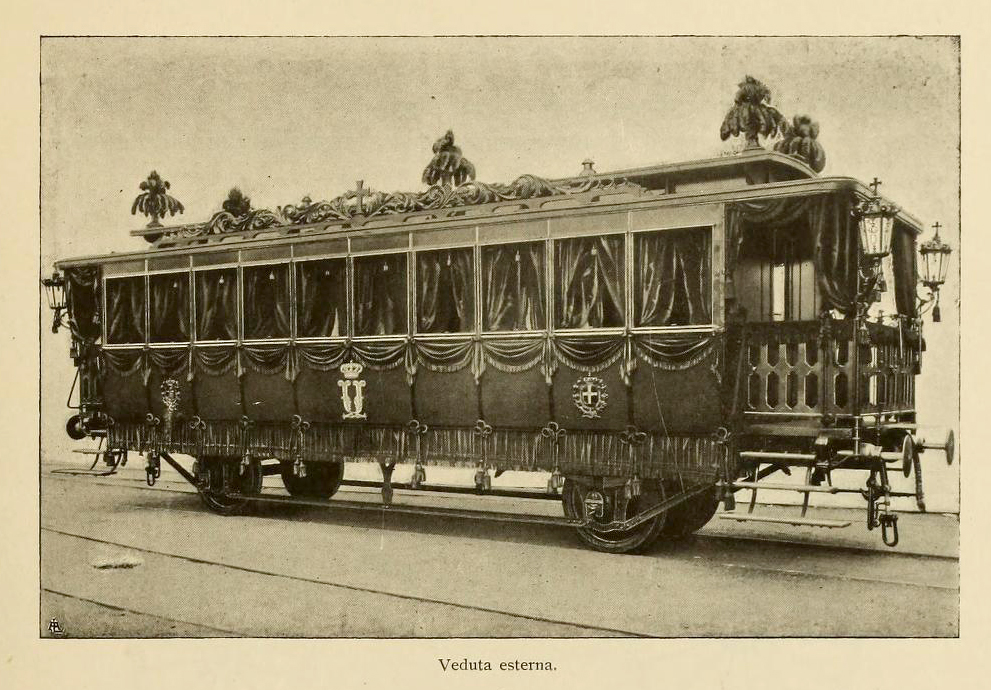
Voiture funéraire qui transporta le corps du roi de Monza à Rome.

Le régicide suscite en Italie une vague de déploration et de peur, au point d'amener les milieux anarchistes et socialistes eux-mêmes à s'en éloigner ; Filippo Turati, par exemple, refuse de défendre le régicide devant les tribunaux. Beaucoup de ceux qui l'ont critiqué dans la vie, dont le libéral Papafava, ont des mots de condoléances pour le défunt (« Nous l'aimions plus que nous ne le pensions ») et le républicain Bovio déclare que l'indignation suscitée par l'attentat a rallongé la vie de la monarchie de plusieurs décennies. Le poète Giovanni Pascoli écrit l'Hymne au roi Umberto, dédié au roi défunt.
Commentant le livre de 1969 Killing No Murder d'Edward Hyams, le critique canadien George Fetherling dans The Book of Assassins écrit que la description par Hyams d'Humbert Ier « est si dure qu'on s'étonne que seulement trois personnes ont essayé de le tuer ».
Le 9 août, les funérailles religieuses sont célébrées à Rome : malgré la chaleur, la foule suit le cercueil. Cependant, il règne un tel climat de psychose qu'une mule en fuite d'un représentant du corps Alpini suffit à déclencher un mouvement général au cri « Les anarchistes ! ». La terreur est telle que le groupe de princes est aussi concerné : Nicolas Ier, roi de Monténégro, saute devant son gendre Vittorio pour servir de bouclier contre une éventuelle attaque.

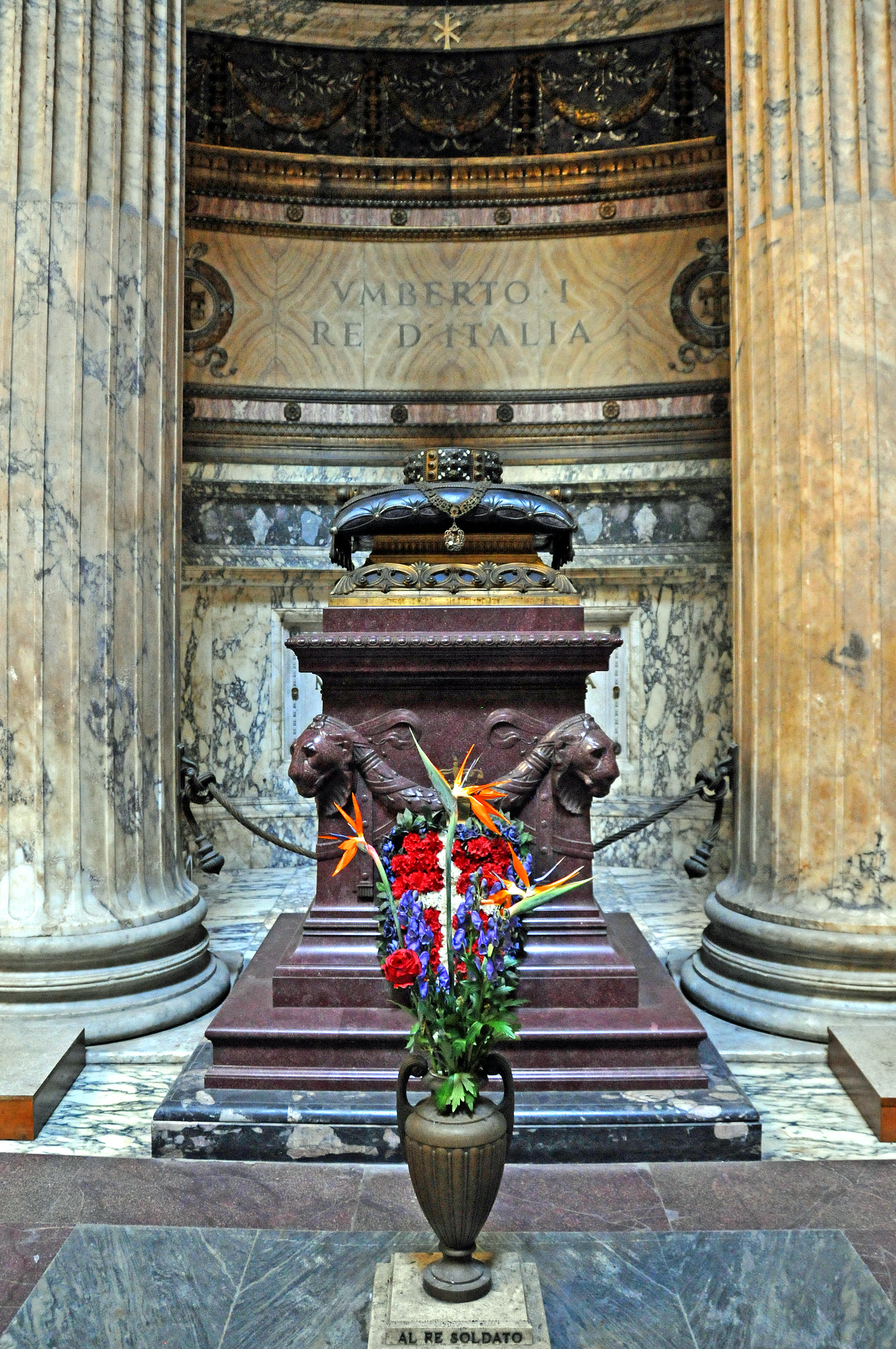
Tombe d'Humbert Ier au Panthéon.

Une fois le calme revenu, le corps du roi défunt est inhumé au Panthéon à côté de celui de son père. Il est le dernier Savoie à y être enterré car son fils et successeur Victor-Emmanuel III décède en exil et est enterré en Égypte jusqu'à ce que sa dépouille soit transférée à Vicoforte près de Mondovi en 2017. Le 13 août devient un jour de deuil national.
Nombreuses sont les voix qui s'élèvent - contre ou en faveur - du geste de Bresci, aussitôt réduites au silence par l'introduction du nouveau délit d'« apologie du régicide », pour lequel deux religieux sont arrêtés : Don Arturo Capone, curé de Salerne, et Fra 'Giuseppe Volponi, un franciscain de Rome. Ce dernier est condamné à 8 mois de prison et à mille lires d'amende (28 août).
Bresci est jugé le 29 août et condamné le même jour à la réclusion à perpétuité, la peine de mort n'étant en vigueur que pour certains crimes militaires, punis par le code pénal militaire de la guerre. Il se suicide le 22 mai 1901 dans des circonstances très douteuses (pendu dans sa cellule) ; il a dit avoir été victime d'un passage à tabac par les gardiens.
Le 29 juillet 1901, un an après son assassinat, la mémoire d'Humbert Ier est solennellement célébrée à Monza par un pèlerinage impressionnant, le dépôt de nombreuses couronnes, des discours, des messes, des concerts et la déclamation de l'ode XXIX juillet d'Adolfo Resplendino par Paola Pezzaglia alors âgée de quatorze ans.
Le site de l'attaque, à Monza, est marqué par une chapelle à la mémoire du roi tué, construite en 1910, d'après un projet de l'architecte Giuseppe Sacconi, par la volonté du fils du roi, Victor-Emmanuel III.
L'anarchiste américain Leon Czolgosz a affirmé que l'assassinat d'Humbert Ier lui a servi d'inspiration pour tuer le président américain William McKinley en septembre 1901.

## Ascendance
|  |                                           |  |  |  |  |  |  |  |  |  |  |  |  |
|  | 8. Charles-Emmanuel de Savoie-Carignan    |  |  |  |  |  |  |  |  |  |  |  |  |
|  |                                           |  |  |  |  |  |  |  |  |  |  |  |  |
|  |                                           |  |  |  |  |  |  |  |  |  |  |  |  |
|  | 4. Charles-Albert de Sardaigne            |  |  |  |  |  |  |  |  |  |  |  |  |
|  |                                           |  |  |  |  |  |  |  |  |  |  |  |  |
|  |                                           |  |  |  |  |  |  |  |  |  |  |  |  |
|  | 9. Marie-Christine de Saxe                |  |  |  |  |  |  |  |  |  |  |  |  |
|  |                                           |  |  |  |  |  |  |  |  |  |  |  |  |
|  |                                           |  |  |  |  |  |  |  |  |  |  |  |  |
|  | 2. Victor-Emmanuel II                     |  |  |  |  |  |  |  |  |  |  |  |  |
|  |                                           |  |  |  |  |  |  |  |  |  |  |  |  |
|  |                                           |  |  |  |  |  |  |  |  |  |  |  |  |
|  | 10. Ferdinand III de Toscane              |  |  |  |  |  |  |  |  |  |  |  |  |
|  |                                           |  |  |  |  |  |  |  |  |  |  |  |  |
|  |                                           |  |  |  |  |  |  |  |  |  |  |  |  |
|  | 5. Marie-Thérèse de Habsbourg-Toscane     |  |  |  |  |  |  |  |  |  |  |  |  |
|  |                                           |  |  |  |  |  |  |  |  |  |  |  |  |
|  |                                           |  |  |  |  |  |  |  |  |  |  |  |  |
|  | 11. Louise de Bourbon-Siciles             |  |  |  |  |  |  |  |  |  |  |  |  |
|  |                                           |  |  |  |  |  |  |  |  |  |  |  |  |
|  |                                           |  |  |  |  |  |  |  |  |  |  |  |  |
|  | 1. Humbert Ier                            |  |  |  |  |  |  |  |  |  |  |  |  |
|  |                                           |  |  |  |  |  |  |  |  |  |  |  |  |
|  |                                           |  |  |  |  |  |  |  |  |  |  |  |  |
|  | 12. Léopold II                            |  |  |  |  |  |  |  |  |  |  |  |  |
|  |                                           |  |  |  |  |  |  |  |  |  |  |  |  |
|  |                                           |  |  |  |  |  |  |  |  |  |  |  |  |
|  | 6. Rainier d'Autriche                     |  |  |  |  |  |  |  |  |  |  |  |  |
|  |                                           |  |  |  |  |  |  |  |  |  |  |  |  |
|  |                                           |  |  |  |  |  |  |  |  |  |  |  |  |
|  | 13. Marie-Louise d'Espagne                |  |  |  |  |  |  |  |  |  |  |  |  |
|  |                                           |  |  |  |  |  |  |  |  |  |  |  |  |
|  |                                           |  |  |  |  |  |  |  |  |  |  |  |  |
|  | 3. Adélaïde de Habsbourg-Lorraine         |  |  |  |  |  |  |  |  |  |  |  |  |
|  |                                           |  |  |  |  |  |  |  |  |  |  |  |  |
|  |                                           |  |  |  |  |  |  |  |  |  |  |  |  |
|  | 14=8. Charles-Emmanuel de Savoie-Carignan |  |  |  |  |  |  |  |  |  |  |  |  |
|  |                                           |  |  |  |  |  |  |  |  |  |  |  |  |
|  |                                           |  |  |  |  |  |  |  |  |  |  |  |  |
|  | 7. Élisabeth de Savoie-Carignan           |  |  |  |  |  |  |  |  |  |  |  |  |
|  |                                           |  |  |  |  |  |  |  |  |  |  |  |  |
|  |                                           |  |  |  |  |  |  |  |  |  |  |  |  |
|  | 15=9. Marie-Christine de Saxe             |  |  |  |  |  |  |  |  |  |  |  |  |
|  |                                           |  |  |  |  |  |  |  |  |  |  |  |  |
|  |                                           |  |  |  |  |  |  |  |  |  |  |  |  |

## Descendance
Humbert Ier et Marguerite de Savoie n'ont eu qu'un seul enfant : Victor-Emmanuel III (1869-1947), prince de Naples, futur roi d'Italie, qui épouse Hélène de Monténégro, avec qui il a cinq enfants.

## Personnalité

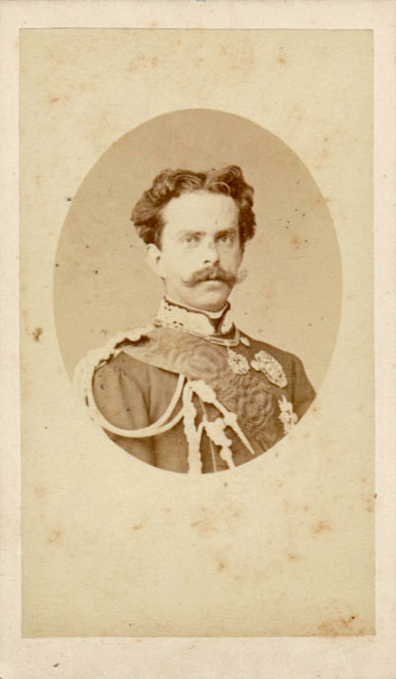
Frères D'Alessandri, Humbert Ier dans sa jeunesse.

Humbert Ier a moins de simplicité que son père. Il introduit à la Cour un style nouveau, beaucoup plus respectueux de l'étiquette et de la majesté royale, tout en restant très attaché aux traditions des Savoie : le goût de la vie militaire, des grandes chasses aristocratiques, un intérêt passionné pour la politique étrangère. Moins souple que son père, il ne manifeste pas le même respect des règles du jeu parlementaire, intervenant dans la désignation des ministres sans tenir toujours compte de l'avis de la majorité et cherchant à imposer ses vues personnelles, notamment dans le domaine diplomatique. Inquiet de la poussée démocratique, il voit dans le rapprochement avec les empires centraux un moyen de consolider sa Couronne, face aux menées subversives qu'encourage, estime-t-il, la France républicaine.

## Honneurs

### En Italie
- Ordre suprême de la Très Sainte Annonciade : chevalier, 30 janvier 1859[56], grand maître, 9 janvier 1878[57]
- Ordre des Saints-Maurice-et-Lazare : grand-croix, 30 janvier 1859 ; grand maître, 9 janvier 1878
- Médaille d'or de la valeur militaire, 1866[58]
- Grand maître de l'ordre militaire de Savoie
- Grand maître de l'ordre de la Couronne d'Italie
- Grand maître de l'ordre civil de Savoie
- Médaille commémorative de l'Unité italienne

## Illustrations

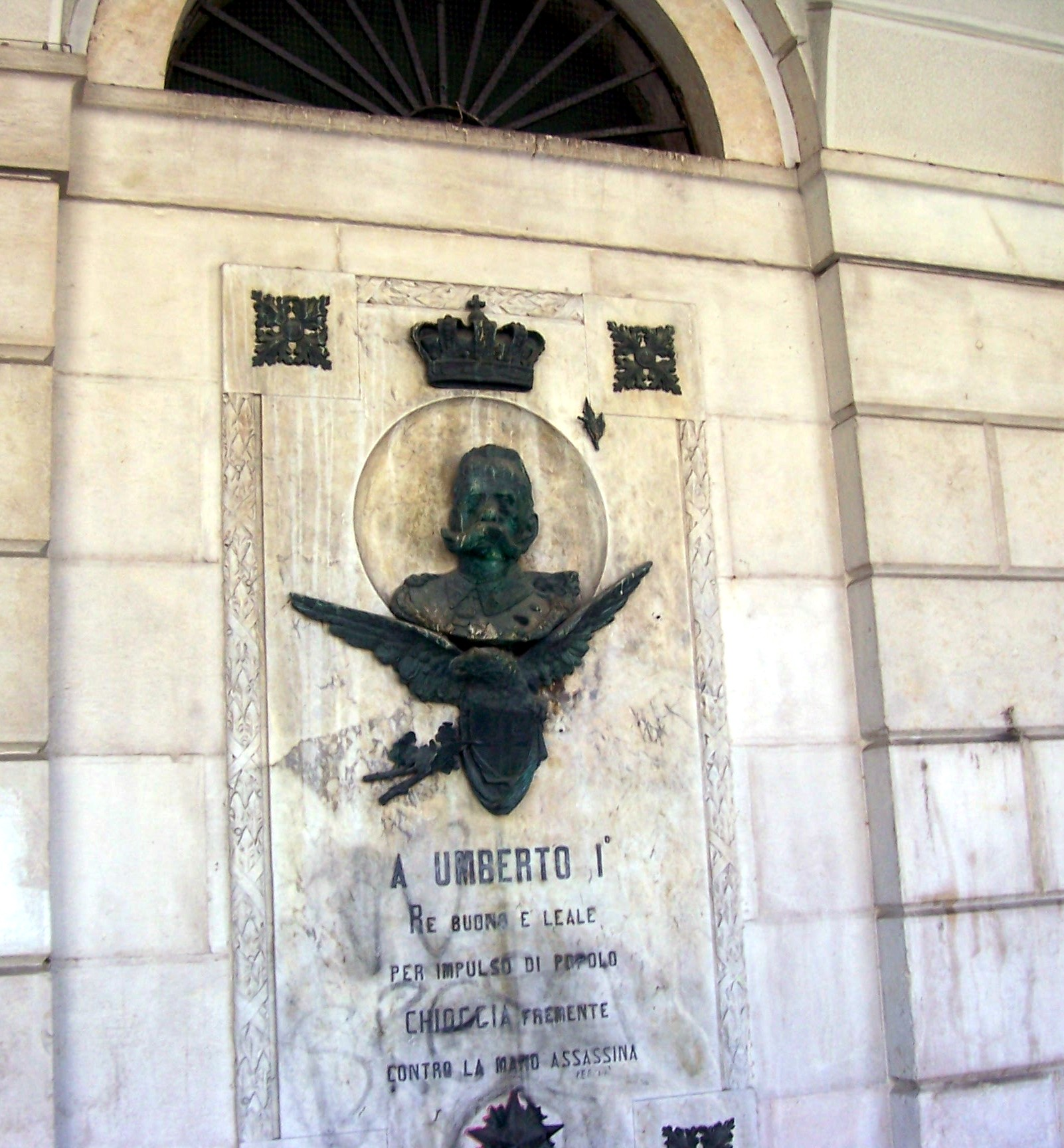
Plaque commémorative à Chioggia.
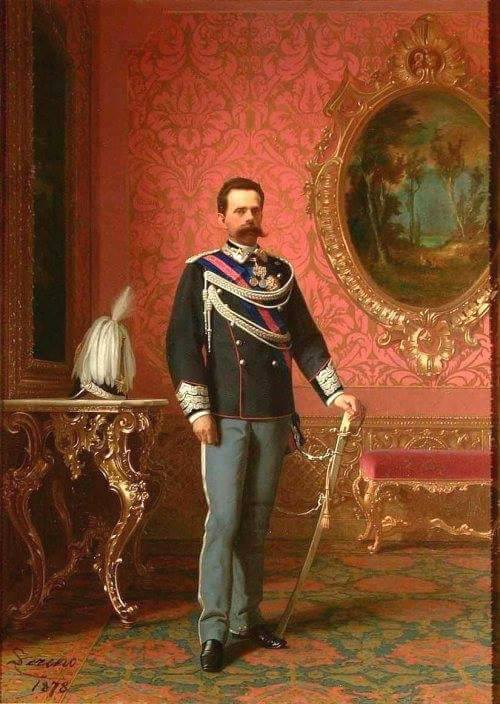
Portrait Umberto Ier d'Italie, huile sur toile de Costantino Sereno (1878).
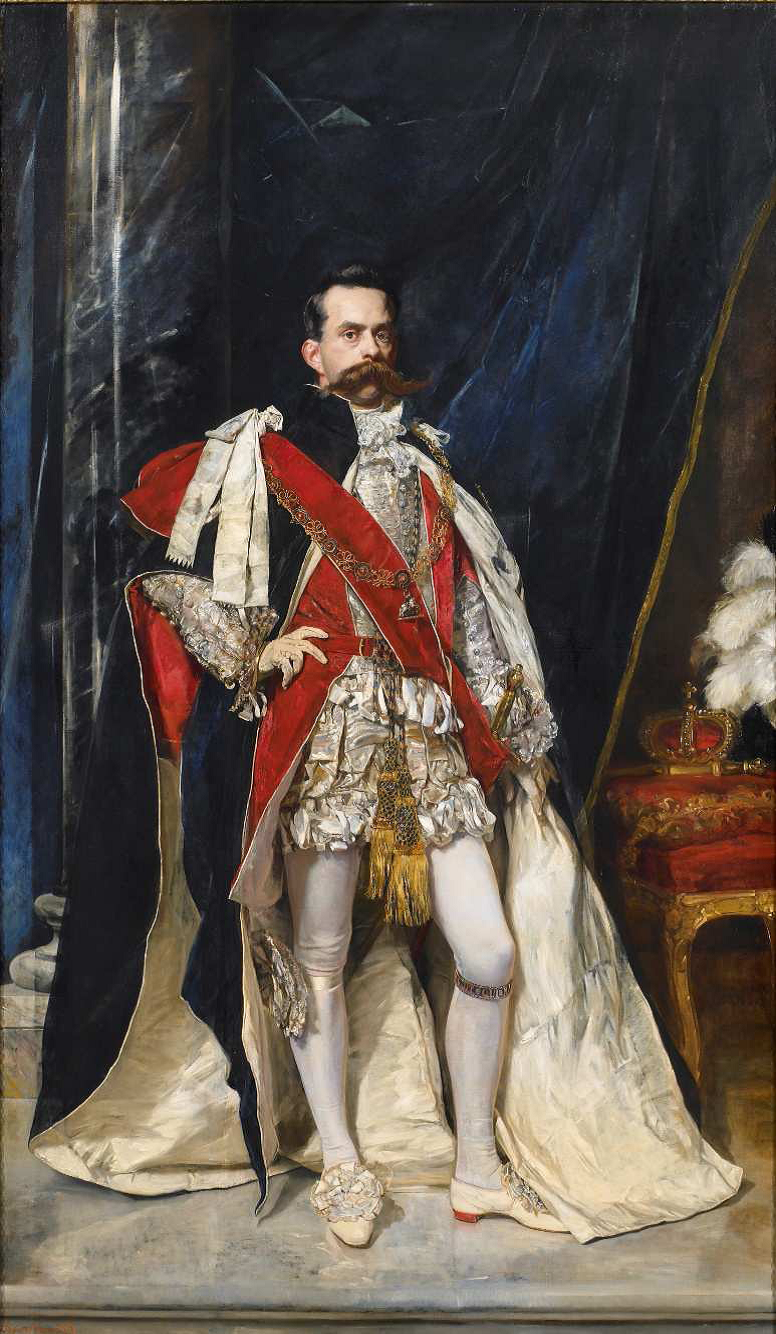
Le roi Umberto Ier d'Italie habillé en tenue de l'Ordre de la Jarretière.
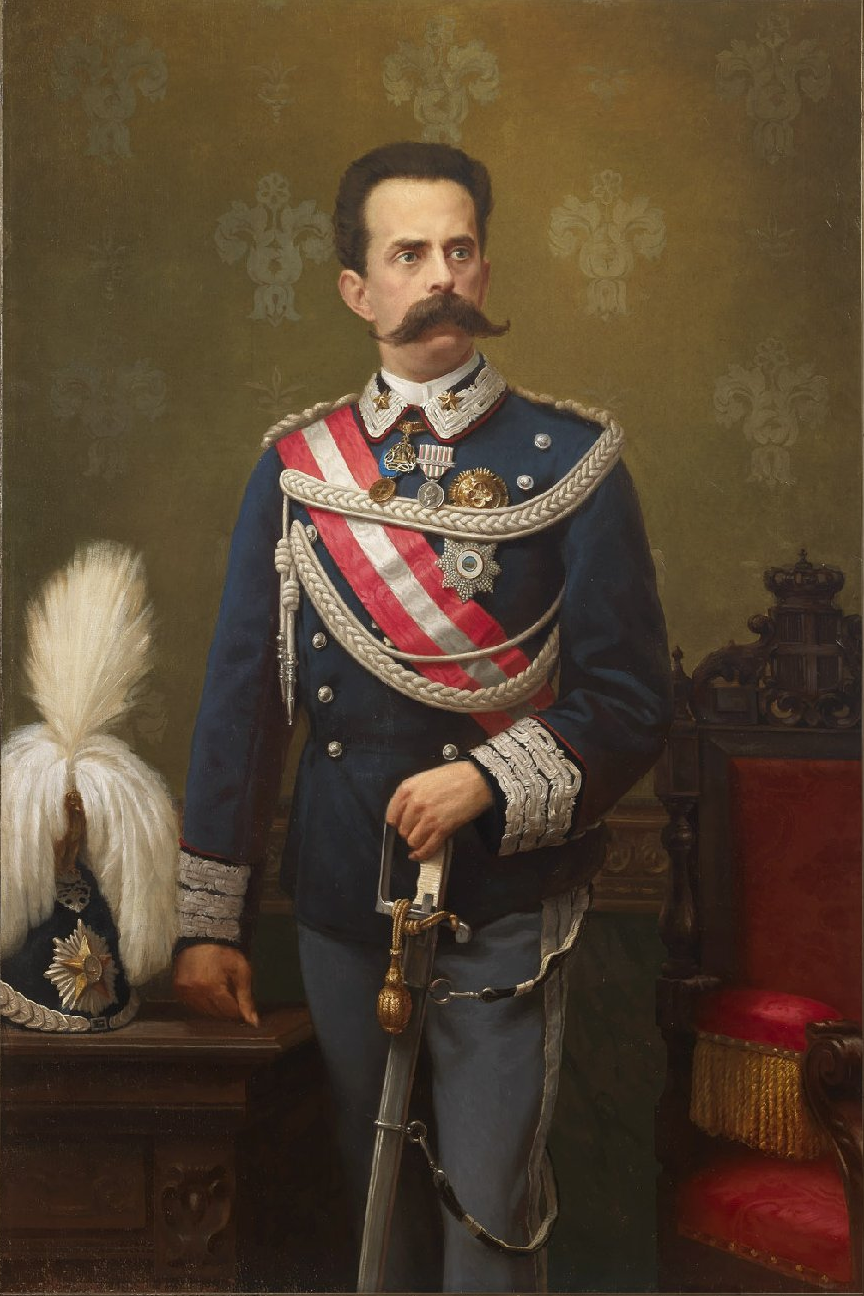
En 1880.
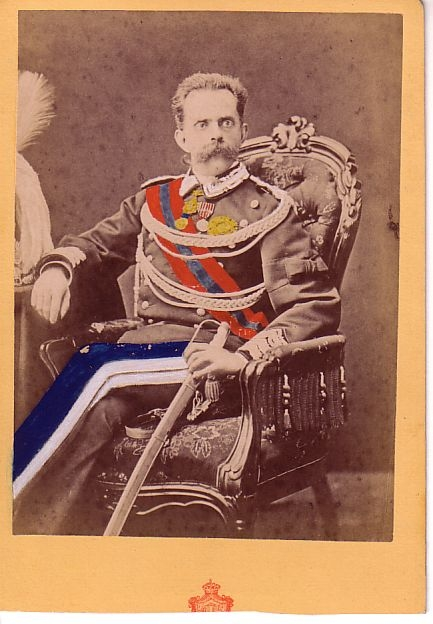
En 1878.
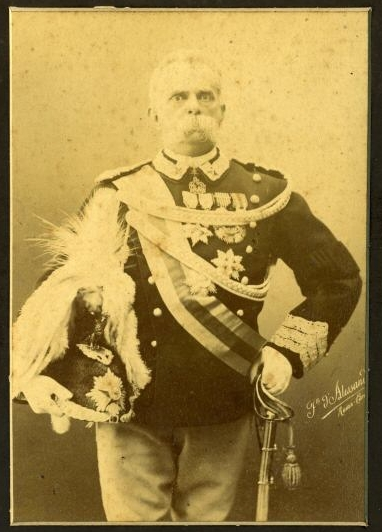
Portrait par les frères d'Alessandri.
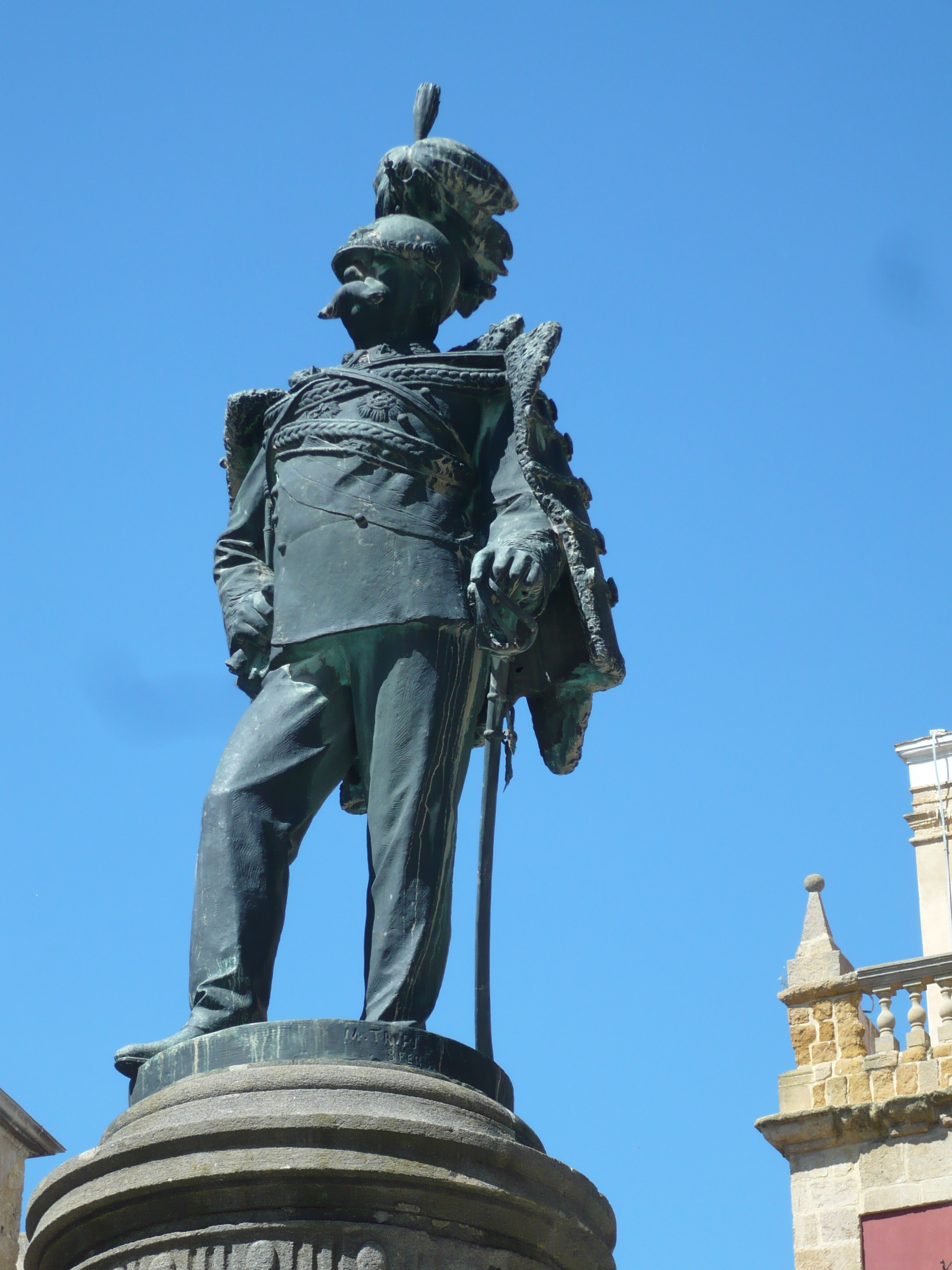
Statue en bronze du roi Umberto Ier à Caltanissetta (1911).
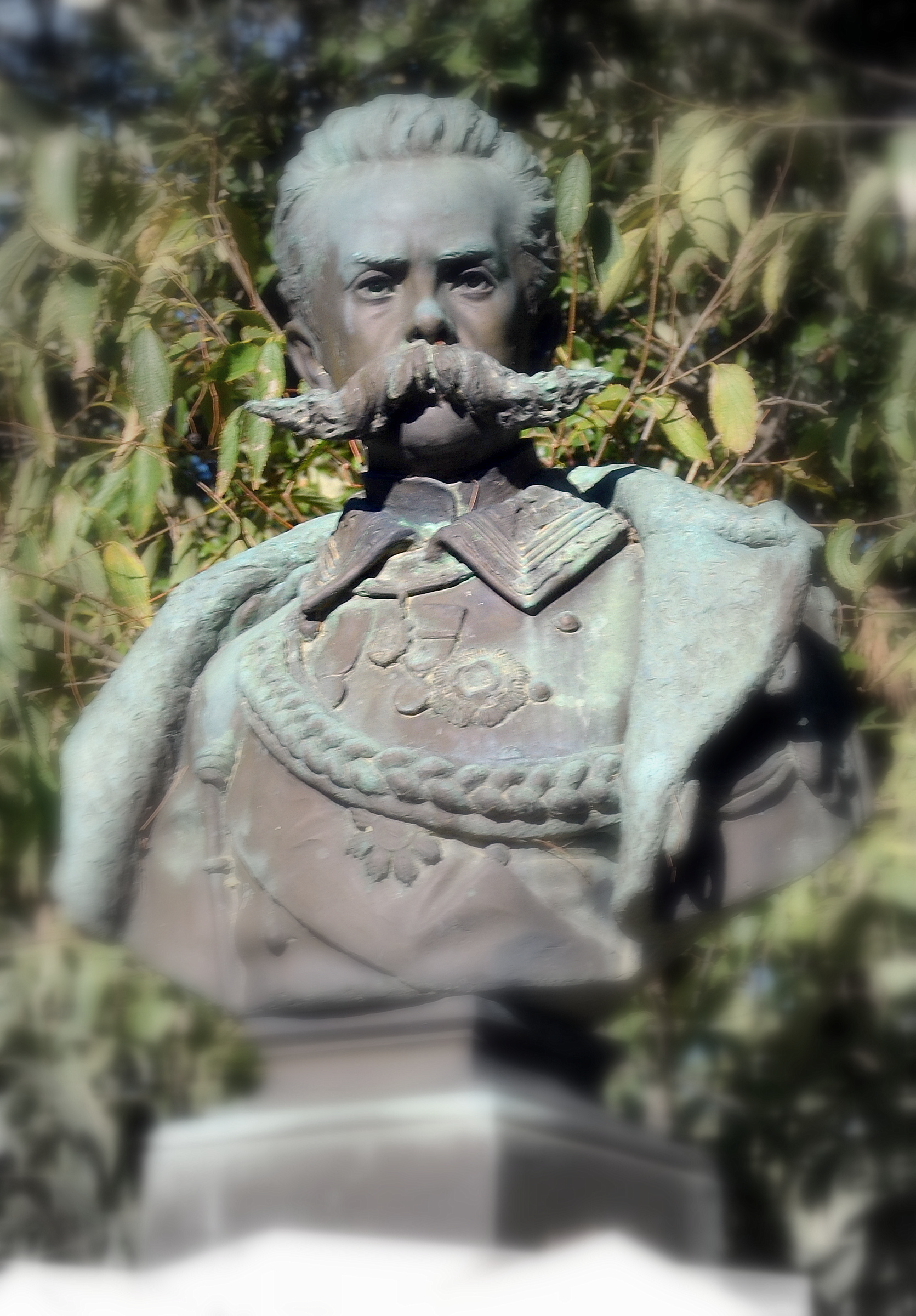
Buste du roi Humbert Ier, à Seborga (Imperia).